# 化学に関する記事の一覧
化学に関する記事の一覧（かがくにかんするきじのいちらん）では、化学に関係する記事を一覧としてまとめる。
数字、英字、五十音の順に並べている。濁音・半濁音は清音と同等に扱うが、同音になる場合は清音、濁音、半濁音の順で掲載する。捨て仮名（小書き文字）は大きくする。長音符は無視する。例えば「グリニャール反応」は「くりにやるはんのう」として扱う。
| 目次 | 目次 | 目次 | 目次 | 目次 | 目次 | 目次 | 目次 | 目次 | 目次 | 目次 |
| ---- | ---- | ---- | ---- | ---- | ---- | ---- | ---- | ---- | ---- | ---- |
| わ   | ら   | や   | ま   | は   |      | な   | た   | さ   | か   | あ   |
|      | り   |      | み   | ひ   |      | に   | ち   | し   | き   | い   |
| を   | る   | ゆ   | む   | ふ   |      | ぬ   | つ   | す   | く   | う   |
|      | れ   |      | め   | へ   |      | ね   | て   | せ   | け   | え   |
| ん   | ろ   | よ   | も   | ほ   |      | の   | と   | そ   | こ   | お   |

## あ
アート錯体 - Ate錯体 - R/S - RS表記法 - RS表示法 - RNアーゼ - RNase - RNAポリメラーゼ - RoHS - RoHS指令 - RKKY相互作用 - RDX - アーント・アイシュタート合成 - IARC発がん性リスク一覧 - アイオライト - I効果 - IChO - ICP-AES - ICP-MS - アイスラール錠 - Isentris - アイソトープ - アイソマー - アイトロール錠 - IUPAC - IUPAC組織名 - IUPAC名 - IUPAC命名法 - IUPAC命名法勧告一覧 - アイラックス - ヘンリー・アイリング - アイロクール錠 - アインスタイニウム - アヴォガドロ - アメデオ・アヴォガドロ - 亜鉛 - 亜鉛華 - 亜鉛黄 - 亜鉛族 - 亜鉛族元素 - 亜塩素酸 - 亜塩素酸ナトリウム - 蒼鉛 - 青葉アルコール - 赤血塩 - 赤チン - アカネ色素 - 赤堀四郎 - 赤リン - アガロース - アキシアル - 悪臭防止法 - ジュリアス・アクセルロッド - アクチオス - アクチダス - アクチニウム - アクチノイド - アクチノイド元素 - アクチノン - アクチビン - アクチン - アグファ - アグフア - アクリノール - アクリル - アクリルアミド - アクリルアルデヒド - アクリル酸 - アクリル酸ニトリル - アクリル樹脂 - アクリル繊維 - アクリルニトリル - アクリロニトリル - アクロレイン - アゴニスト - アコニチン - アザン - 亜酸化塩素 - 亜酸化窒素 - アジ化水素 - アジ化水素酸 - アジ化ナトリウム - アジ化鉛 - アジ化物 - アジ基 - アシクロビル - アシクロビン - アジスロマイシン - 芦田実 - 亜ジチオン酸 - アシッドレッド - アジド - アシ-ニトロ基 - アシビル - アジピン酸 - 亜臭素酸 - アシュクロフトの擬ポテンシャル - Ashcroftの擬ポテンシャル - 亜硝酸 - 亜硝酸アミル - 亜硝酸イオン - 亜硝酸イソアミル - 亜硝酸イソブチル - 亜硝酸イソプロピル - 亜硝酸エステル - 亜硝酸エチル - 亜硝酸塩 - 亜硝酸カリウム - 亜硝酸カルシウム - 亜硝酸銀 - 亜硝酸ナトリウム - 亜硝酸バリウム - 亜硝酸ブチル - 亜硝酸プロピル - アシル基 - アシロイン縮合 - アシロベック - アシロミン - アスコルビン酸 - アスタキサンチン - アスタチン - フランシス・アストン - アスパラギン - アスパラギン酸 - アスパラギン酸アミノ基転移酵素 - アスパラギンシンテターゼ - アスパルテーム - アスピリン - アズレン - アセタール - アセチル基 - アセチルCoA - アセチルコリン - アセチルコリンエステラーゼ - アセチルサリチル酸 - アセチルセルロース - アセチレン - アセテート - アセテート繊維 - アセトアミド - アセトアミノフェン - アセトアルデヒド - アセトアルデヒドジエチルアセタール - アセトアルデヒド脱水素酵素 - アセト酢酸 - アセト酢酸エステル合成 - アセト酢酸エチル - アセトニトリル - アセトフェノン - アセトン - 亜セレン酸 - 亜セレン酸塩 - 亜セレン酸ナトリウム - アゾ - アゾ化合物 - アゾ基 - アゾ染料 - アゾビスイソブチロニトリル - アゾベンゼン - アタクチック - アダパレン - アダマイト - アダマンタン - 圧縮率因子 - 圧電効果 - 圧力 - 圧力容器 - アデニル酸 - アデニル酸シクラーゼ - アデニン - アデノシン - アデノシン一リン酸 - アデノシン三リン酸 - アデノシンデアミナーゼ - アデノシン二リン酸 - ピーター・アトキンス - アトミズム - アドリアシン - アドリアマイシン - アドレナリン - アトロピン - アトロプ異性 - アナ (化学) - アナログ耐性 - アニオン - アニオン重合 - アニリン - アニリンパープル - アヌレン - アノード - アノマー - アパティア - アパティアテープ - アピオース - アビジン - ab initio - アフィニティークロマトグラフィー - アブシジン酸 - アブソリュート・ゼロ - ウィリアム・アブニー - 油 - 脂 - アフラトキシン - アベロックス - アヘン - 阿片 - あへん - あへん法 - アボガドロ - アメデオ・アボガドロ - アボガドロ数 - アボガドロ定数 - アボガドロの法則 - アポ蛋白 - アマトキシン類 - アマランス - アマルガム - アマンタジン - アミグダリン - アミジン - アミド - アミド結合 - アミノアシルtRNAシンセテース - アミノ基 - アミノ酸 - アミノベンゼン - アミノ末端 - アミノ酪酸 - アミラーゼ - アミロース - アミロペクチン - アミン - アメシスト - アメリカ化学会 - アメリカ規制物質法 - アメリシウム - アモキサピン - アモキサン - アモルファス - アモルファス金属 - アモルファスシリコン - アモルファス半導体 - 荒井宏子 - アラキドン酸 - Ara-C - AraC - アラニン - アラニントランスアミナーゼ - アラビアガム - アラレ石 - 霰石 - アランダム - アリール - アリール基 - アリーン冷却管 - アリーン冷却器 - アリザリン - アリザリンイエローR - アリザリンレーキ - アリザリン・レーキ - アリザリンレッドS - アリムタ - 亜硫酸 - 亜硫酸塩 - 亜硫酸ガス - 亜硫酸ナトリウム - アリル - アリルアミン - アリルアルコール - アリルエーテル - アリルオキシカルボニル基 - アリル化合物 - アリル基 - アリル位 - アル＝キンディー - アル・ビールーニー - アブー・ライハーン・アル・ビールーニー - アル・ビルニ - アルカリ - アルカリ金属 - アルカリ土類金属 - アルカリホスファターゼ - アルカリホスファターゼ - アルカリマンガン乾電池 - アルカロイド - アルカン - アルキド樹脂 - アルギニン - アルギニン酸 - アルキル - アルキル基 - アルキルグリコシド - アルキルグルコシド - アルキルハライド - アルキルリチウム - アルキレン基 - アルギン酸ナトリウム - アルキンドゥス - アルケン - アルコール - アルコール酸 - アルコールデヒドロゲナーゼ - アルコールランプ - アルコール・ランプ - アルコキシド - アルゴン - アルサン - アルシン - クルト・アルダー - アルデヒド - アルデヒド基 - アルデヒドデヒドロゲナーゼ - アルドース - アルドール - アルドール縮合 - アルドール反応 - アルドステロン - アルニコ - アルニコ磁石 - アルファー線 - Α-アマニチン - Α,α'-アゾイソブチロニトリル - Αカロテン - Α-グルコシダーゼ - アルファスルホ脂肪酸メチルエステル塩 - アルファ線 - Α線 - Αヘリックス - Α崩壊 - アルファ崩壊 - Α-メチルトリプタミン - Α-リノレン酸 - アルファ粒子 - Α粒子 - アルブミン - アルマイト - アルミ - アルミ合金 - アルミナ - アルミニウム - アルミニウム合金 - アルミニウム陽極酸化処理技能士 - アルミニューム - アルミニュウム - アルラレッド - アルラレッドAC - アレーニウス - アレーン - アレキサンドライト - アレグラ - アレスリン - アレスリンI - アレスリンII - アレニウス - スヴァンテ・アレニウス - アレニウスの式 - アレファリン - アレン (化学) - アロケイ皮酸 - アロステリック効果 - アロファルム - アンギオテンシン - アンギオテンシン2 - アンギオテンシンII - アンジオテンシン - Angiotensin II - Angiotensin two - アンジオテンシン2 - アンジオテンシンII - 安全弁 - 安息香酸 - 安息香酸デナトニウム - 安息香酸Na - アンダーソン局在 - アンダーソン法 - アンタップ - アンタップR - アンチクリナル - アンチペリプラナー - アンチモニー - アンチモン - 安定同位体 - アンティモニー - アントシアニン - アントラセン - アンドロゲン - アンドロステノン - アントワン式 - アンフィ - アンフェタミン - アンフラマイド - アンミン - アンモニア - アンモニア水 - アンモニウム - アンモニウムイオン - アンモライト -

## い
イアトロ化学 - EI法 - ESCA - EMTO - E効果 - EC番号 - 飯島澄男 - E/Z - E2脱離 - E2反応 - EDTA - E番号 - EPR - E-pH図 - E-ファクター - E1脱離 - E1反応 - イエローケーキ - 硫黄 - イオウ - 硫黄原子 - 硫黄酸化物 - イオン - イオン液体 - イオン化 - イオン化エネルギー - イオン化傾向 - イオン間相互作用 - イオン強度 - イオン結合 - イオン結晶 - イオン交換 - イオン交換樹脂 - イオン重合 - イオン芯 - イオン性液体 - イオン積 - イオンチャネル - イオンチャンネル - イオン注入 - イオンポンプ - 医化学 - 異化反応 - イクオリン - ルイ・イグナロ - イグノーベル賞日本人受賞者の一覧 - 池田菊苗 - 石井昭彦 - 異種原子 - 石綿 - 石綿作業主任者 - 石綿取扱作業従事者 - イジング模型 - いす型 - 椅子型 - Izumo (タンパク質) - 異性化 - 異性化糖 - 異性体 - イソ - イソ吉草酸 - イソキノリン - イソクエン酸 - イソコロナール - イソコロナールRカプセル - イソシアナート - イソシアネート - イソシアン基 - イソシアン酸メチル - イソソルビド - イソタクチック - イソチオシアン酸アリル - イソニトール錠 - イソバレルアルデヒド - イソピット - イソブタノール - イソフタル酸 - イソブタン - イソブチルアルデヒド - イソブチルパラベン - イソブテン - イソフラボン - イソプレン - イソプレン則 - イソプロパノール - イソプロピルアルコール - イソプロピルパラベン - イソペンタン - イソモニット錠 - イソ酪酸 - イソロイシン - 1-アザナフタレン - 1,1-ジクロロエタン - 1,3,5-トリニトロベンゼン - 1,3,5-トリメチルベンゼン - 1,3,5,7-テトラアザアダマンタン - 1,3-ジメチル-2-イミダゾリジノン - 1,3-双極子 - 1,3-双極子付加反応 - 1,3,2,4-ジチアジホスフェタン 2,4-ジスルフィド - 一時磁石 - 一次電池 - 1次電池 - 一硝酸イソソルビド - 1.2エタンジオール - 1.2-エタンジオール - 1,2-ジクロロエタン - 1-ニトロナフタレン - 1,8-ビス(ジメチルアミノ)ナフタレン - 1-ヒドロキシベンゾトリアゾール - 1-ブタノール - 1-プロパノール - 1-ベンズアジン - 1,4-エチレンピペラジン - 1,4-トリエチレンジアミン - 1,6-ジアミノヘキサン - 一酸化硫黄 - 一酸化塩素 - 一酸化水素 - 一酸化炭素 - 一酸化炭素中毒 - 一酸化窒素 - 一酸化二塩素 - 一酸化二窒素 - 逸脱酵素 - イッテルビウム - イットリウム - 一般化学 - 一般化した遷移状態理論 - 遺伝毒性 - イノシトール - イノシン - イノシン一リン酸 - イノシン酸 - Ε-カプロラクタム - Εカロテン - イブプロフェン - ジャービル・イブン＝ハイヤーン - イペリット - イホスファミド - イボテン酸 - イホマイド - イミグルセラーゼ - イミダゾール - イミダゾリウム - イミダゾリウム塩 - イミド - イミノ基 - イミン - 医薬品化学 - 医薬部外品 - イリジウム - イリド - イリドイド - イリノテカン - イルメナイト - イレッサ - いろいろな名前をもつ物性値の一覧 - 色温度 - イワシ酸 - 引火点 - 陰極 - インクレチン - インコネル - クリストファー・ケルク・インゴルド - インジウム - インジゴカルミン - インジゴテトラスルホン酸 - インジゴレーキ - インスリン - インスリン様成長因子 - インターロイキン - インディアンレッド - インディアン・レッド - インディゴ染料 - インテグリン - インド赤 - インドール - インバー - インビジブル - In vivo -

## う
ハイム・ヴァイツマン - ヴァナジウム - ヴァナディウム - オットー・ヴァラッハ - ハインリッヒ・ヴィーラント - ウィーンの変位則 - ウィグナー結晶 - ウィグナーザイツ胞 - ウィスカー - ウィッティッヒ反応 - ゲオルク・ウィッティヒ - ウィッティヒ・ホーナー反応 - ウィッティヒ・ホルナー反応 - ウィッティヒ反応 - ウィティッヒ反応 - ウィラード・ギブス - ポール・ヴィラール - ウィリアム・グレゴー - ウイリアム・ハイド・ウォラストン - ウィリアム・ヘンリー・パーキン - ウィリアム・ローレンス・ブラッグ - アレキサンダー・ウィリアムソン - ウィリアムソン合成 - ヴィリジァン - ヴィリジアン - ヴィリジャン - ジェフリー・ウィルキンソン - ウィルキンソン錯体 - ウィルキンソン触媒 - ウイルキンソン触媒 - ウィルゲロット反応 - ヴィルゲロット反応 - リヒャルト・ヴィルシュテッター - アルトゥーリ・ヴィルタネン - クレメンス・ヴィンクラー - アドルフ・ヴィンダウス - ウインタミン - ウェイド則 - ウェーラー - ヴェーラー - フリードリヒ・ヴェーラー - ヴェネチアンレッド - ヴェネチアン・レッド - ヴェネツィアンレッド - ヴェネツィアン・レッド - カール・ヴェルスバッハ - アルフレッド・ウェルナー - ルイ＝ニコラ・ヴォークラン - ウイリアム・ウォラストン - アレッサンドロ・ヴォルタ - ウォルフ・キシュナー還元 - ヴォルフ・キシュナー還元 - ウォルフ・キシュナー反応 - ヴォルフ・キシュナー反応 - ウォルフ・キッシュナー還元 - ウォルフ・キッシュナー反応 - ウギ反応 - 渦鞭毛藻 - 宇田川榕菴 - 宇宙化学 - 宇宙の元素合成 - ウッド合金 - ウッドの記法 - ウッドメタル - ロバート・バーンズ・ウッドワード - ウッドワード・ホフマン則 - ウムポルンク - 梅澤喜夫 - アドルフ・ヴュルツ - ウラシル - ウラニウム - ウラン - ウラン235 - ウラン233 - ウラン238 - ヴルツ - アドルフ・ウルツ - ウルツカップリング - ウルツ反応 - ウルツ・フィッティッヒ反応 - ウルツ・フィッティヒ反応 - ウルトラマリン - ウルフ賞化学部門 - ウルマンカップリング - ウルマン縮合 - ウルマン反応 - ウレア - ウレアーゼ - ウレキサイト - ウレタン - ウレタン結合 - ウレタン樹脂 - 上皿天秤 - ウンデカン - 運動エネルギー項 - 雲母 - 

## え
エアロゲル - エアロジェル - エアロゾル - 永久磁石 - 影響汎関数 - エイコサノイド - エイコサペンタエン酸 - His - Hα線 - HSAB - HSAB則 - HFO - HMPA - HLB - HLB値 - HOAt - HOMO - HOBt - HCN - HCP - HPLC - フレデリック・エイベル - 栄養塩 - ArXiv - AIBN - Aerogel - Asn - AS樹脂 - Alb - ALP - アンデルス・エーケベリ - AChE - AGFA - エージレス - ATP - ADP - ATPアーゼ - ATP合成酵素 - エーテル (化学) - エーテル (哲学) - エーテル型脂質 - エーテル結合 - ABS樹脂 - パウル・エールリヒ - エカトリアル - 液化 - エキシマ - 液晶 - 液晶高分子 - 液相 - 液相焼結 - エキゾチック原子核 - エキソヌクレアーゼ - 液体 - 液態 - 液体結晶 - 液体酸素 - 液体水素 - 液体窒素 - 液体窒素温度 - 液体ヘリウム - 液滴模型 - エクアトリアル - エクザール - エクジソン - XRD - Xα法 - Xe - X線小角散乱 - X線回折 - X線結晶構造解析 - X線構造解析 - X線構造回折 - X線光電子分光 - エクスタシー (薬物) - エクスタシー - XPS - エクダイソン - エシュバイラー・クラーク反応 - SIMS - SiC - SN2反応 - SN1反応 - SO3 - S軌道 - S極 - エスタゾラム - SWNT - エステル - エステル結合 - S電子 - エストラジオール - エストリオール - エストロゲン - エストロン - SPEED'98 - SPSJ - Sp混成 - Sp3混成 - Sp2混成 - SPPS - Sブロック元素 - エタナール - エタノール - エタン - エタン酸 - エタンニトリル - エチカーム - エチセダン - エチゾラム - エチゾラン - エチドラール - エチブロ - エチルアルコール - エチルパラベン - エチルベンゼン - エチレン - エチレンオキサイド - エチレンオキシド - エチレングリコール - エチレンジアミン - エチレンジアミン四酢酸 - エチレンジニトラミン - エチレン尿素 - エチレンピペラジン - エチン - エックスアルファ法 - エデト酸 - エテン - エドウィン・マクミラン - エトフェンプロックス - エドマン分解 - エドマン分解法 - エナミン - エナンチオトピック - エナンチオマー - エナンチオマー過剰率 - NHK反応 - NaCl - N,N-ジイソプロピルエチルアミン - N,N-ジメチルホルムアミド - N,N-ジメチル-4-アミノピリジン - NMR - NMP - NOx - Nox - NOX - NOx規制 - N極 - N-π* 遷移 - N-ブチルリチウム - N-ブロモスクシンイミド - N-メチルピロリドン - エネルギーカットオフ - エネルギーギャップ - エネルギー帯 - エネルギーバンド - エノール - エノール形 - エノラート - エバポレーター - エバミール - パウル・ペーター・エバルト - エバルト項 - エバルトの方法 - エピ (化学) - エピタキシャル成長 - エピネフリン - エピマー - FAD - エフェドリン - FMN - FLAPW - FOX-7 - F軌道 - F電子 - Fブロック元素 - エポエチンアルファ - エポエチンベータ - エポキシ - エポキシエタン - エポキシ化 - エポキシ基 - エポキシ系樹脂 - エポキシ樹脂 - エポキシド - エポジン - エボナイト - エマルション - エマルジョン-エマルジョン燃料- - MRNA - MRNA前駆体 - MEK - MEKPO - Maldi - MALDI - MSDS - MOCVD - MOVPE - MK鋼 - MCPBA - MWNT - MTX - MDMA - MPV還元 - ポール・エメット - エライジン酸 - エラストマー - エリオグラウシンA - ガートルード・エリオン - エリトリトール - エリスロシン - エリスロポイエチン - エリスロポエチン - エリスロマイシン - エリンガム図 - エリンガム線図 - エリンガムダイアグラム - エリンガムダイヤグラム - LRP受容体 - LAH - LSD (薬物) - LSDA - L-オーネスゲン錠 - エルカ酸 - L-カルニチン - L-グルタミン酸 - エルゴステロール - LCAO - LCAO法 - ハンス・クリスティアン・エルステッド - エルゼビア - LDI - LDH - LDA (化学) - LDL受容体 - エルビウム - エルミート演算子 - エルミート作用素 - エルミート性 - リヒャルト・エルンスト - エレオステアリン酸 - エレクトロポレーション - エレクトロメトリー - エレクトロメトリー効果 - エレメンタッチ - 塩 (化学) - 塩 - 塩加 - 塩化亜鉛 - 塩化アセチル - 塩化アリル - 塩化アルミニウム - 塩化アンモニウム - 塩化カリ - 塩化カリウム - 塩化カルシウム - 塩化カルボニル - 塩化金 - 塩化銀 - 塩化金酸 - 塩化コバルト - 塩化水銀 - 塩化水銀(I) - 塩化水銀(I) - 塩化水銀(II) - 塩化水銀(II) - 塩化水素 - 塩化スズ - 塩化すず - 塩化錫 - 塩化ストロンチウム - 塩化スルフリル - 塩化チオニル - 塩化チタン - 塩化チタン(IV) - 塩化チタン (IV) - 塩化窒素 - 塩化鉄 - 塩化銅 - 塩化ナトリウム - 塩化鉛 - 塩化バリウム - 塩化ピクリン - 塩化物 - 塩化ベンゼンジアゾニウム - 塩化ホスホリル - 塩化マグネシウム - 塩化メチル - 塩化メチレン - 塩基 - 塩酸 - 塩酸アマンタジン - 塩酸アムルビシン - 塩酸イリノテカン - 塩酸クロルプロマジン - 塩酸ゲムシタビン - 塩酸サートラリン - 塩酸セルトラリン - 塩酸ドキソルビシン - 塩酸フェキソフェナジン - 塩酸プソイドエフェドリン - エンジェルダスト - エンジニアリング・プラスチック - エンジニアリングプラスチック - 炎色反応 - 遠心エバポレーター - 遠心機 - 遠心分離 - 遠心分離機  - 塩析 - 塩素 - 塩素化 - 塩素酸 - 塩素酸アンモニウム - 塩素酸塩 - 塩素酸カリウム - 塩素酸ソーダ - 塩素酸ナトリウム - エンタルピ - エンタルピー - 遠藤守信 - エンドキサン - エンドセリン - エンドルフィン - エントロピ - エントロピー - エントロピー弾性 - 円二色性 - 円二色性スペクトル - エン反応 - 塩ビ - エンプラ - 塩分 - 円偏光二色性 - 円偏光二色性スペクトル - 塩安 -

## お
オイル - オイルバス - 黄鉛 - 王水 - 黄体形成ホルモン - 黄鉄鉱 - 黄銅 - 黄銅鉱 - 黄燐 - ORAC - ORP - Organic Syntheses - オーガニック・シンセゼス - オーキシン - OK-432 - オージェ電子分光 - オーステナイト - オーダーN法 - オータコイド - オートアナライザー - オートクレーブ - オーネスゲン - オーバードース - オカダ酸 - オガネソン - 岡本佳男 - オキサイド・オブ・クロミウム - オキサイドオブクロミウム - オキサリプラチン - オキサロ酢酸 - オキシ塩化リン - オキシ-コープ転位 - オキシ酸 - オキシダン - オキシドール - オキシム - オキシライド乾電池 - オキシラン - オキソカーボン酸 - オキソカルボン酸 - オキソ酸 - オキソニウムイオン - オキソ法 - オクタニトロキュバン - オクタン - オクテット説 - オクテット則 - オクトーゲン - ヴィルヘルム・オストヴァルト - ヴィルヘルム・オストワルト - オストワルト法 - オスミウム - オセルタミビル - 汚染者負担原則 - 汚染者負担の原則 - オゾン - オゾン酸化 - オゾン層の保護のためのウィーン条約 - オゾン層を破壊する物質に関するモントリオール議定書 - オゾン破壊係数 - オゾン分解 - 大谷茂盛 - オットーサイクル - 汚泥 - オパール - オピオイド - オピオイド系鎮痛剤 - ジョージ・オラー - オランザピン - オリゴ糖 - オリゴマー - オリザニン - オルト - O-クレゾールレッド - オルニチン - オルニチン回路 - オレイン酸 - オレストラ - オレフィン - オレフィンメタセシス - オロチン酸 - オロチン酸リチウム - オロト酸 - オンコビン - オンサーガー - オンザーガー - ラルス・オンサーガー - オンセージャー - 温度 -

## か
カーバイド - カーボランダム - カーボンナノチューブ - カーボンナノホーン - カーボンファイバー - カーボン60 - ポール・カーラー - リチャード・カーワン - ヨハン・ゴットリーブ・ガーン - カーン・インゴルド・プレローグ順位則 - 開環重合 - 海人草 - 回転準位 - 回転状態 - 回転数 - 回転遷移 - 回転速度 - 解糖 - 解糖系 - カイニン酸 - カイニンソウ - 界面 - 界面化学 - 界面活性剤 - 界面活性作用 - 界面準位 - カイモトリプシン - 海洋汚染 - 海洋汚染等及び海上災害の防止に関する法律 - 海洋化学 - 解離 (化学) - ガウス基底 - 過塩素酸 - 過塩素酸アンモニウム - 過塩素酸カリウム - 過塩素酸ナトリウム - カオトロピック - カオトロピック剤 - カオリナイト - 化学 - 化学エネルギー - 化学オリンピック - 化学気相蒸着 - 化学気相蒸着法 - 化学気相成長 - 化学気相成長法 - 化学グランプリ - 化学結合 - 化学元素 - 化学元素発見の年表 - 化学工学 - 化学工学会 - 化学工業 - 化学合成 - 化学式 - 化学式量 - 化学システム工学 - 化学シフト - 化学者 - 化学者の一覧 - 化学責任者 - 化学接頭辞・接尾辞一覧 - 化学繊維 - 化学データベース - 化学的酸素要求量 - 化学電池 - 化学動力学 - 化学当量 - 化学に関する記事の一覧 - 化学の分野一覧 - 化学発光 - 化学反応 - 化学反応式 - 化学反応の一覧 - 化学反応論 - 化学戦 - 化学品 - 化学品の分類および表示に関する国際調和システム - 化学品の分類および表示に関する世界調和システム - 化学品の分類と表示に関する国際調和 - 化学品の分類と表示に関する世界調和システム - 化学物質 - 化学物質安全性データシート - 化学物質関連法規の一覧 - 化学物質審査規制法 - 化学物質等安全データシート - 化学物質の審査及び製造等の規制に関する法律 - 化学物質排出把握管理促進法 - 化学分解 - 化学分析技能士 - 化学兵器禁止条約 - 化学平衡 - 化学変化 - 化学防御 - 化学ポテンシャル - 化学略語一覧 - 化学量論 - 化管法 - 可逆 - 可逆反応 - 架橋 - 核外電子 - 核化学 - 核原料物質、核燃料物質及び原子炉の規制に関する法律 - 核構造物理学 - 過臭素酸 - 核酸 - 拡散 - 核酸塩基 - 拡散モンテカルロ法 - 核子 - 核磁気共鳴 - 核磁気共鳴分光法 - 核種 - 核スピン異性体 - 角閃石 - 拡張周期表 - 核燃料取扱主任者 - 核燃料物質等取扱業務従事者 - 攪拌 - 撹拌 - 攪拌子 - 核反応 - 陰イオン - 懸濁液 - 化合 - 化合物 - 化合物一覧 - カコジル - 過酢酸 - 加里 - 過酸 - 過酸化アセトン - 過酸化アセトン製造法 - 過酸化カリウム - 過酸化カルシウム - 過酸化脂質 - 過酸化水素 - 過酸化水素水 - 過酸化ナトリウム - 過酸化バリウム - 過酸化物 - 過酸化ベンゾイル - 過酸化マグネシウム - 過酸化リチウム - 可視 - カジキ - 可視光 - 可視光線 - カシュー - 過剰摂取 - 化審法 - 加水分解 - ガス遠心分離装置 - ガスクロマトグラフ - ガスクロマトグラフィー - ガス定数 - ガス電子増幅器 - カスパーゼ - ガスバーナー - 苛性カリ - カセイソーダ - 苛性ソーダ - か性ソーダ - カゼイン - 過石 - 仮想結晶近似 - カソード - 可塑剤 - カタ - カタール (単位) - カダベリン - カタラーゼ - 過炭酸ナトリウム - カチオン - カチオン重合 - 香月・シャープレス酸化 - 香月・シャープレス不斉エポキシ化 - 活字合金 - 活性化 - 活性化エネルギー - 活性錯合体 - 活性酸素 - 活性炭 - 活性中心 - 滑石 - カッセキ - 褐炭 - ベルンハルト・カッツ - 褐鉄鉱 - 活動度 - カップリング反応 - 活量 - カテキン - カテコール - カテコールオキシダーゼ - カテナン - 価電子帯 - 価電子 - 荷電粒子 - 果糖 - 果糖ブドウ糖液糖 - カドニウム - カドヘリン - カドミウム - カドミウムイェロー - カドミウム・イェロー - カドミウムイエロー - カドミウム・イエロー - カドミウムエロー - カドミウム・エロー - カドミウム黄 - カドモポンイェロー - カドモポン・イェロー - カドモポンイエロー - カドモポン・イエロー - カドモポンエロー - カドモポン・エロー - カドモポン黄 - ガドリニウム - ヨハン・ガドリン - ガドレイン酸 - カニゼンメッキ - カニツァロ - カニツァロ反応 - スタニズラオ・カニッツァーロ - カニッツァーロ反応 - カネボウ薬品 - 可燃性 - 可燃性物質 - 可燃物 - かび毒 - カビ毒 - カフェイン - カプサイシン - カプセーフ - ガブリエル合成 - ガブリエル反応 - カプロラクタム - カプロン酸 - カプロン酸エチル - 過マンガン酸 - 過マンガン酸亜鉛 - 過マンガン酸アンモニウム - 過マンガン酸イオン - 過マンガン酸塩 - 過マンガン酸塩類 - 過マンガン酸カリウム - 過マンガン酸カルシウム - 過マンガン酸銀 - 過マンガン酸ナトリウム - 過マンガン酸バリウム - 過マンガン酸マグネシウム - 上垣外正己 - 雷酸水銀 - カメレオン液 - カメレオン溶液 - 火薬 - 火薬類取締法 - 火薬類保安責任者 - 過ヨウ素酸 - 過ヨウ素酸ナトリウム - カラギーナン - ガラクトース - カラゲナン - カラゲニン - カラジーナン - ガラス - 硝子 - ガラス器具 - ガラス転移 - ガラス転移温度 - ガラス転移点 - カラムクロマトグラフィー - カリアント - カリアント錠 - カリアントTPカプセル - カリウム - ガリウム - カリオストロ - カリクレイン - カリホルニウム - 加硫 - 過硫酸 - 過量服用 - 過リン酸石灰 - 過リンサン石灰 - ガリンスタン - メルヴィン・カルヴィン - カルコゲン - カルシウム - カルシウムシアナミド - カルシューム - カルセドニー - 過ルテニウム酸テトラプロピルアンモニウム - カルニチン - マリー・アドルフ・カルノー - カルノーサイクル - カルバニオン - カルバミン酸エチル - カルバメート - ガルバリウム - カルビン - ベンソン回路 - カルビン-ベンソン回路 - カルベニウムイオン - カルベノイド - カルベン - カルベン錯体 - カルボアニオン - カルボカチオン - カルボカチオン転位 - カルボキシ基 - カルボキシル基 - カルボキシル末端 - カルボジイミド - カルボニウムイオン - カルボニル - カルボニル化合物 - カルボニル基 - カルボニルジイミダゾール - カルボニル炭素 - カルボプラチン - カルボメルク - カルボン - カルボン酸 - カルボン酸アンハイドライド - カルボン酸クロリド - カルボン酸ハライド - カルボン酸ハロゲン化物 - カルボン酸無水物 - 過冷却 - 過冷却現象 - 過冷却状態 - カロザース - ウォーレス・カロザース - カロチノイド - カロチン - カロテノイド - カロテン - カロメル - カロリック - カロリック説 - 岩塩 - 環化反応 - 環境化学 - 環境ホルモン - 還元 - 還元剤 - 還元的脱離 - 還元糖 - 還元反応 - 甘汞 - 甘こう - 環式有機化合物 - ガンシクロビル - 環状アデノシン一リン酸 - 環状AMP - 環状エーテル - 緩衝液 - 環状化合物 - 緩衝作用 - 環状電子反応 - 環状有機化合物 - 緩衝溶液 - 完全結晶 - 乾燥 - 乾燥剤 - カンタリジン - 環電流 - カンナビノイド - 官能基 - カンファー - カンプト - カンプト注 - カンフル - カンフル剤 - γ-アミノ酪酸 - Γカロテン - Γ崩壊 - ガンマ崩壊 - Γ-リノレン酸 - 慣用名 - 慣用命名法 - カンラン石 - 還流 - 乾留 - 顔料 -

## き
基 - 気圧 - 輝安鉱 - 黄色5号 - 黄色4号 - 気化 - 幾何異性体 - 気化熱 - 機器分析化学 - 貴金属 - キク酸 - 菊酸 - 危険有害性 - 偽コリンエステラーゼ - ギ酸 - 蟻酸 - キサンタンガム - キサントフィル - キサントフィルサイクル - キサントプロテイン反応 - 基質特異性 - 基質特異的 - 気象化学 - 岸義人 - キシリトール - XYLITOL - キシレン - キシロース - 規制物質法 - 規制薬物法 - 輝石 - キセノン - キセロゲル - 気相 - 規則合金 - 気体 - 気態 - 気体定数 - 気体の法則 - 気体反応の法則 - 気体分子運動論 - 北野大 - キチン - キチンキトサン - キチン質 - 吉草酸 - 基底状態 - 規定度 - 規定濃度 - 軌道角運動量 - 軌道対称性保存則 - 軌道秩序 - キトサン - 希土類 - 希土類金属 - 希土類元素 - キナーゼ - キナ酸 - キニーネ - キヌクリジン - キネシン - キノリン - キノン - キノン類 - 揮発性 - 揮発性有機塩素化合物 - 揮発性有機化合物 - 揮発油等の品質の確保等に関する法律 - ギブズ - ウィラード・ギブズ - ギブスエネルギー - ギブズエネルギー - ギブス自由エネルギー - ギブズ自由エネルギー - ギブズ-ヘルムホルツの式 - 擬ポテンシャル - キムワイプ - キモトリプシン - キモパパイン - ヘンリー・キャヴェンディッシュ - 逆カルノーサイクル - 逆供与 - 逆合成 - 逆合成法 - 逆浸透 - 逆浸透膜 - 逆相クロマトグラフィー - CAS登録番号 - CAS番号 - キャタライザー - ギャバ - キャビテーション - CAM型光合成 - キャラメライゼーション - キャラメル化 - キャリィ・B・マリス - 吸引ビン - QSAR - 吸エルゴン反応 - 求核剤 - 求核試薬 - 嗅覚受容体 - 求核性 - 求核置換反応 - 求核付加反応 - 吸光度 - 吸収線 - 吸着 - 吸着等温式 - 求電子剤 - 求電子試薬 - 求電子置換反応 - 求電子付加反応 - 求電子芳香族置換反応 - 吸熱反応 - 吸光 - 9-フルオレニルメチルオキシカルボニル基 - 9-フルオレニルメトキシカルボニル基 - キューポラ - 球面調和関数 - キューリー温度 - キューリー点 - キュバン - キュプラ - キュプラート - キュベット - マリ・キュリー - キュリー温度 - キュリー値 - キュリー点 - キュリー夫妻 - キュリウム - 共晶 - 共役ジエン - 強化ガラス - 凝固 - 凝固点 - 凝固点降下 - 凝固熱 - 強磁性 - 強磁性体 - 凝集 - 凝縮 - 凝縮熱 - 凝析 - 鏡像 - 鏡像異性体 - 鏡像体 - 鏡像体過剰率 - 共沸 - 共鳴 - 共鳴効果 - 共鳴理論 - 共有結合 - 共有結合結晶 - 共有結合半径 - 極限構造 - 局在基底 - 局在軌道 - 局所密度近似 - 玉髄 - 極性 - 極性転換 - 極性分子 - 極性変換 - 極性溶媒 - キラリティ - キラリティー - 希硫酸 - 黄リン - グスタフ・キルヒホフ - キルヒホッフの第一法則 - キルヒホッフの第二法則 - キルヒホッフの法則 - アルフレッド・ギルマン - アルフレッド・G・ギルマン - ヘンリー・ギルマン - ギルマン試薬 - キレート - キレート滴定 - キロサイド - 金 - 銀 - 金雲母 - 禁止帯 - 禁止帯幅 - 金塊 - 金紅石 - 金鉱石 - 禁制帯 - 禁制帯幅 - 金属 - 金属アミド - 金属間化合物 - 金属樹 - 金属結合 - 金属結晶 - 金属元素 - 金属工学 - 金属光沢 - 金属粉 - 金属錯体 - 金属ナトリウム - 金属疲労 - キンディー - 金箔 - 金緑石 -

## く
グアーガム - グアニジン - グアニン - グアニンヌクレオチド結合タンパク質 - グアノ - グアノシン三リン酸 - 空間群 - 空気 - 空気亜鉛電池 - 空気浴 - クーゲルロール - 空中窒素固定 - ベルナール・クールトア - シャルル・ド・クーロン - クーロン項 - リヒャルト・クーン - クエチアピン - クエルセチン - クエン酸 - クエン酸回路 - クエン酸シルデナフィル - クエン酸フェンタニル - クエン酸リチウム - 苦灰石 - 孔雀石 - グスタフ・キルヒホフ - クセノン - 苦土 - 配向性 - 配座異性体 - クプラート - グペリース - クマリン - 組み換えタンパク質 - クメン - クメンヒドロペルオキシド - クメン法 - く溶性 - クラーク数 - クライオポンプ - クライゼン縮合 - クライゼン転位 - クラウジウス - ルドルフ・クラウジウス - クラウジウス・クラペイロンの式 - クラウジウス-クラペイロンの式 - カール・クラウス (化学者) - グラウバー塩 - クラウンエーテル - グラスウール - クラスリン - クラッキング (化学) - グラファイト - ロバート・グラブス - ジェームス・クラフツ - マルティン・ハインリヒ・クラプロート - ベノワ・クラペイロン - クラペイロン・クラウジウスの式 - クラペイロン-クラウジウスの式 - クラム則 - グラム当量 - グラモキソン - クラリシッド - クラリスロマイシン - クラリチン - グランドカノニカルモンテカルロ法 - グリース - グリーンケミストリー - グリーンサスティナブルケミストリー - Green Fluorescent Protein - グリオキサール - グリオキザール - グリオキシル酸回路 - グリコーゲン - グリコール - グリココル - グリコサミノグリカン - グリコシド - グリコシド結合 - グリシン - クリスタリン - クリストファー・インゴルド - グリセオール - グリセリン - グリセルアルデヒド - グリセロール - クリソベリル - フランシス・クリック - ヴィクトル・グリニャール - フランソワ・グリニャール - グリニャール試薬 - グリニャール反応 - クリプトン - アーロン・クルーグ - グルカゴン - グルクロン酸 - グルコース - グルコサミン - グルコセレブロシダーゼ - グルコセレブロシド - グルコン酸クロルヘキシジン - グルタールアルデヒド - グルタチオン - グルタミン - グルタミン酸 - グルタミン酸ソーダ - グルタミン酸ナトリウム - グルタラール - グルタルアルデヒド - グルタル酸 - クルチウス転位 - クルックス - ウィリアム・クルックス - ウイリアム・クルックス - クレアチン - クレアチンキナーゼ - グレイ (単位) - クレーガー＝ビンクの表記法 - エドヴィン・クレープス - クレオソート - ウィリアム・グレゴール - クレスチン - クレゾール - クレゾールレッド - ハンス・クレブス - クレブス回路 - クレメンス・ウィンクラー - クレメンゼン還元 - グレリン - 黒雲母 - ジョルジュ・クロード - クローム - クロールピクリン - アクセル・フレドリク・クローンステッド - クロスカップリング - クロスカップリング反応 - グロスパール - クロトンアルデヒド - クロトン酸 - グロビン - クロベート - クロマイト - GROMACS - クロマチン - クロマトグラフィー - クロマトグラフィー法 - クロマトグラム - クロミズム - クロム - クロム・イェロー - クロム・イエロー - クロム・エロー - クロム・グリーン - クロムイェロー - クロムイエロー - クロムエロー - クロムグリーン - クロム酸化 - クロム酸カリウム - クロム酸酸化 - クロムチタンイェロー - クロムチタンイエロー - クロムチタンエロー - クロムチタン黄 - クロム鉄鉱 - クロメル - クロラール - クロラミン - クロラムフェニコール - 黒リン - 黒燐 - クロルピクリン - クロルプロマジン - クロルヘキシジン - クロロエチレン - クロロオキシダン - クロロキン - クロロクロム酸ピリジニウム - クロロゲン酸 - クロロピクリン - クロロフィル - クロロフェノールレッド - クロロフルオロカーボン - クロロプレン - クロロプレンゴム - クロロホルム - クロロメタン - 桑嶋功 - 菫青石 - 

## け
ゲイ＝リュサック - 珪化木 - ケイ皮アルデヒド - ケイ皮酸 - ケイ皮酸エステル - ケイ皮酸エチル - ケイ皮酸n-ブチル - ケイ皮酸ブチル - ケイ皮酸無水物 - ケイ皮酸メチル - 軽金属 - 軽金属学会 - 経験的分子軌道法 - 蛍光 - 蛍光剤 - 蛍光染料 - ケイ酸 - 珪酸 - 計算化学 - 計算機化学 - ケイ酸ナトリウム - 珪酸ナトリウム - 形状記憶合金 - ケイ素 - けい素 - 硅素 - 軽水素 - ケイ素鋼 - ケイ素樹脂 - 珪素 - ケイソウ土 - 珪藻土 - ケイヒアルデヒド - ケイヒ酸 - 桂皮酸 - 桂皮酸メチル - 軽油 - ゲイリュサック - ジョセフ・ルイ・ゲイ＝リュサック - Kerkerの方法 - KS鋼 - ゲート絶縁膜 - ゲオルク・ウィッティヒ - ゲオルク・ヴィティッヒ - 劇物 - 劇物毒物取扱法 - 劇薬 - ケクレ - フリードリヒ・ケクレ - ケクレ構造式 - ケタール - ケタミン - 欠陥 - 欠陥化学 - 結合エネルギー - 結合解離エネルギー - 結晶 - 結晶学 - 結晶構造 - 結晶場 - 結晶場理論 - 結晶面 - 結晶粒界 - ゲッターポンプ - 月長石 - 結露 - ケテン - ケト - ケト・エノール互変異性 - ケトース - ケト形 - ケト基 - ケト原性アミノ酸 - ケトン - ケトン基 - アグフア・ゲバルト - ゲフィチニブ - ケブラー - ゲベル - ゲベルス - ケミカルアブストラクツ - Chemical Abstracts - ケミカルアブストラクト - ゲムシタビン - ケモインフォマティクス - ケラチン - ゲラニオール - ゲル (化学) - ケルヴィン - ケルヴィン卿 - ルイ・ケルヴラン - ゲル化剤 - ケルク・インゴルド - ゲル浸透クロマトグラフィー - ケルセチン - オスカー・ケルナー - オスカル・ケルネル - ゲルハルト・ヘルツベルク - ケルビン - ハンス・オイラー＝ケルピン - ゲルマニウム - ゲル濾過クロマトグラフィー - ゲルろ過クロマトグラフィー - 減圧蒸留 - 減圧蒸留装置 - 鹸化 - けん化 - 鹼化 - 限外ろ過 - 限外濾過 - 限外ろ過膜 - 限外濾過膜 - 幻覚剤 - 幻覚作用 - 嫌気呼吸 - 嫌気状態 - 嫌気的 - 原子 - 原子価 - 原子価殻電子対反発則 - 原子価殻電子対反発理論 - 原子核 - 原子核反応 - 原子核崩壊 - 原子核崩壊図 - 原子価結合法 - 原子記号 - 原子軌道 - 原子吸光 - 原子吸光法 - 原子空孔 - 原子質量単位 - 原子説 - 原子挿入法 - 原子団 - 原子単位 - 原子半径 - 原子番号 - 原子模型 - 賢者の石 - 原子量 - 原子力 - 原子炉主任技術者 - 原子論 - 元素 - 元素一覧 - 元素記号 - 元素群 - 元素周期表 - 元素の一覧 - 元素の記号順一覧 - 元素の系統名 - 元素の周期 - 元素の族 - 元素の名前順一覧 - 元素の番号順一覧 - 元素のブロック - 元素の分類 - 元素分析 - 元素名 - ジョン・ケンドリュー - 顕熱

## こ
五員複素環式化合物 - 鋼 - 澒 - 高圧ガス移動監視者 - 高圧ガス販売主任者 - 高イオン伝導体 - 高エネルギー結合 - 高エネルギーリン酸化合物 - 高エネルギーリン酸結合 - 光延反転 - 光延反応 - 光化学系 - 光化学反応 - 光学異性体 - 光学活性 - 光学活性体 - 光学分割 - 交換・相関項 - 高吸水性高分子 - 工業化学 - 合金 - 合金鋼 - 工具鋼 - 高校化学グランプリ - 光合成 - 格子エンタルピー - 格子間領域 - 格子欠陥 - コウジ酸 - 格子振動 - 鉱質コルチコイド - 格子定数 - 甲状腺ホルモン - 合成化学 - 合成化合物 - 合成計画 - 合成ゴム - 合成樹脂 - 合成繊維 - 合成洗剤 - 合成戦略 - 合成ダイヤモンド - 合成ピレスロイド - 合成有機化学 - 鉱石 - 硬石膏 - 酵素 - 構造異性体 - 構造化学 - 構造活性相関 - 構造キー - 構造決定 - 構造式 - 構造式エディタ - 構造生物学 - 構造相転移 - 構造定数 (バンド計算) - 高速液体クロマトグラフィー - 高速液体クロマトグラフィー法 - 高速度鋼 - 幸田清一郎 - 高炭素鋼 - 好中球アルカリホスファターゼ - 高張力鋼 - 光電子 - 高度希釈法 - 鉱物 - 鉱物学 - 鉱物の一覧 - 高分子 - 高分子化学 - 高分子化合物 - 高分子学会 - 高分子ゲル - 高分子物質 - 高分子物理学 - 向山光昭 - 香料 - 高炉 - 5-FU - 5-MeO-DIPT - コエンザイム - コエンザイムA - コエンザイムQ - コエンザイムQ10 - コークス - ゴーシュ型 - コーヒー酸 - コープ転位 - Cope転位 - 氷 - イライアス・コーリー - コーリー・バクシ・柴田還元 - コーリー・フックス反応 - 氷酢酸 - コール酸 - コールタール - ジョーゼフ・ゴールドスタイン - ゴールドストーン - コールラウシュの法則 - ジョージ・コーワン - 固化 - コカイン - 呼吸鎖複合体 - 黒鉛 - 国際化学オリンピック - 国際純粋・応用化学連合 - 国際純正・応用化学連合 - 国際純正応用化学連合 -  - 国際的な協力の下に規制薬物に係る不正行為を助長する行為等の防止を図るための麻薬及び向精神薬取締法等の特例等に関する法律（麻薬特例法） - 黒曜石 - 五酸化二窒素 - 五酸化二リン - 五酸化バナジウム - 五酸化リン - 五炭糖 - 固相 - 固相焼結 - 固体 - 固態 - 固体化学 - 固体高分子型燃料電池 - 固体高分子形燃料電池 - 固体電解質 - コチニール - コチニール・レーキ - コチニール色素 - コチニールレーキ - 固定バンドモデル - コデイン - 粉粒体 - ゴナドトロピン放出ホルモン - コニイン - 5-ニトロフェナントロリン鉄(II) - コバール - コハク - コハク酸 - 琥珀酸 - コバルト - コバルト爆弾 - コバルト60 - コヒーシン - コフィリン - 五フッ化アンチモン - 互変異性 - コペンハーゲン解釈 - 駒込ピペット - ゴム - ゴム状硫黄 - 5-メチルフェナントロリン鉄(II) - 5-メチルフェロイン - 固有関数 - 固有振動 - 固溶体 - コランダム - 孤立電子対 - コリンエステラーゼ - コリンズ酸化 - コルタン - コルチコイド - コルチゾール - コルヒチン - ヘルマン・コルベ - コレシストキニン - コレステロール - コロイド - コロイド化学 - コロイド分散体 - コロイド溶液 - 5,6-ジメチルフェナントロリン鉄(II) - 5,6-ジメチルフェロイン - コロジオン - コロネン - コロンビウム - 金剛石 - 混合物 - 混合希土 - コンゴー・レッド - コンゴーレッド - 混酸 - 紺青 - コンスタンタン - コンスピット - コンスピット錠 - 混成軌道 - 近赤外線分光法 - コンタミ - コンタミネーション - コンデンシン - コントミン - コンドロイチン硫酸 - コンドロイチン硫酸ナトリウム - コンビナトリアル化学 - コンビナトリアルケミストリー - コンフォーマー - コンフォメーション - アーサー・コンプトン - A.H.コンプトン - コンプトン効果 - コンプトン散乱 - コンホマー - 混和(現在法律用語) -

## さ
サークレス - サークレス注 - サートラリン - サーファクタント - サーメット - サイアミン - サイエンス - 最外殻 - 最外殻電子 - 催奇形性 - 催奇性 - サイクリックボルタンメトリー - サイクリック・ボルタンメトリー - 再結晶 - 最高被占軌道 - サイズ排除クロマトグラフィー - 再生繊維 - 再沈殿 - ザイツェフ則 - 最低空軌道 - サイトカイン - サイトクロム - サイラゼパム - サイレース - 坂本和彦 (環境化学者) - サキシトキシン - 作業環境測定士 - 砂金 - 錯イオン - 錯塩 - 錯塩化学 - 酢酸 - 醋酸 - 酢酸アンモニウム - 酢酸イソアミル - 酢酸イソペンチル - 酢酸エステル - 酢酸エチル - 酢酸カルシウム - 酢酸3-メチルブチル - 酢酸ソーダ - 酢酸タリウム - 酢酸銅 - 酢酸ナトリウム - 酢酸ビニール - 酢酸ビニル - 錯体 - 錯体化学 - 桜井反応 - 桜田一郎 - 柘榴石 - サザンブロッティング - サスティナブルケミストリー - サスペンジョン - 定容比熱 - 定比例の法則 - サッカリン - サッカリンナトリウム - 砂鉄 - ザナミビル - ポール・サバティエ - サハの電離公式 - サハの電離式 - 錆 - サポニン - サマコバ磁石 - サマリウム - サマリウム・コバルト磁石 - サマリウムコバルト磁石 - サマリウム-コバルト磁石 - サマリウム磁石 - サマリュウム・コバルト磁石 - サマリュウムコバルト磁石 - ベンクト・サミュエルソン - ジェームズ・サムナー - さらし粉 - サリチル酸 - サリチル酸メチル - サリドマイド - サリン - サルバルサン - サレット酸化 - サレン - Salen - サワドール - サワドールL錠 - サワドールテープS - 酸 - サンアシル - 酸アミド - 散逸構造 - 三塩化アルミニウム - 酸塩化物 - 三塩化リン - 酸塩基指示薬 - 酸化 - フレデリック・サンガー - 酸化亜鉛 - 酸化アルミニウム - 酸化エチレン - 酸化カリウム - 酸化カルシウム - 酸化還元 - 酸化還元指示薬 - 酸化還元電位 - 酸化還元反応 - 酸化銀 - 酸化銀(I) - 酸化銀電池 - 三角フラスコ - 酸化クロム - 酸化コバルト - 酸化剤 - 酸化ジルコニウム - 酸化水銀 - 酸化水素 - 酸化数 - 酸化スズ - 酸化セレン - 酸化第一鉄 - 酸化第一銅 - 酸化第二銅 - 酸化タンタルリチウム - 酸化チタン - 酸化窒素 - 酸化的付加 - 酸化的リン酸化 - 酸化鉄 - 酸化鉄赤 - 酸化電位 - 酸化銅 - 酸化銅(I) - 酸化銅(II) - 酸化反応 - 酸化物 - 酸化マグネシウム - 酸化マンガン(IV) - 産業廃棄物 - 酸クロリド - 三元触媒 - III-V化合物 - III-V族化合物 - 三酸化硫黄 - 三酸化クロム - 三酸化セレン - 三酸化テルル - 三酸化二窒素 - 三酸化レニウム - サンジェルマン伯爵 - 三重点 - 三硝酸グリセリン - サンセットイエロー - サンセットイエローFCF - 酸素 - 酸素欠乏危険作業者 - 酸素欠乏危険作業主任者 - 酸素原子 - 酸素族原子の水素化物 - 三態 - 酸と塩基 - サンドマイヤー反応 - ザンドマイヤー反応 - 酸ハライド - 3-ヒドロキシブタナール - 三フッ化塩素 - サンプラチナ - 3-ペンタノン - 三方晶系 - 酸無水物 - 残留オーステナイト -

## し
ジアステレオトピック - ジアステレオマー - ジアゼパム - ジアセラ - ジアセラL錠 - ジアゾ化 - ジアゾ化合物 - ジアゾカップリング - ジアゾ化反応 - ジアゾジニトロフェノール - ジアゾメタン - シアナミド - シアノ - シアノ基 - シアノコバラミン - シアノマイド - シアノメタン - ジアリールエテン - シアン化カリウム - シアン化水素 - シアン化水素酸 - シアン化ナトリウム - シアン化ビニール - シアン化ビニル - シアン化物イオン - シアン化メチル - シアン基 - シアン酸 - CRP - CIP則 - ChE - GHS - CH4 - CAMP - CS2 - GnRH - CNT - GFC - CMC値 - Gln - GLN - GLC - Glu - Gly - GLY - CoQ10 - CO中毒 - CO2 - GGA - ジイソプロピルエチルアミン - GW近似 - Gタンパク質 - G蛋白質 - CDI - CDNA - CDスペクトル - CT遷移 - CDDP - C反応性蛋白 - CBS還元 - CBN - GPC - CBDCA - CPT-11 - C4型光合成 - C4植物 - Gブロック元素 - シーボーギウム - シーボーグ - グレン・シーボーグ - シーマン反応 - GUS - Cys - CYS - C1化学 - ジェイゾロフト - JILM - カール・シェーレ - カール・ウィルヘルム・シェーレ - カール・ヴィルヘルム・シェーレ - クリスチアン・シェーンバイン - ジエチルエーテル - ジエチルケトン - ジエノン-フェノール転位 - ジェムザール - ジエン - 四塩化炭素 - ウイリアム・ジオーク - ジオキサン - 磁化 - 紫外可視近赤外分光光度計 - 紫外・可視・近赤外分光法 - 紫外可視分光法 - 紫外線 - シガトキシン - 磁化率 - 時間依存平均場理論 - 時間依存密度汎関数法 - 脂環式有機化合物 - 磁気 - 色原体 - 色素 - シキミ酸 - シキミ酸経路 - 式量 - 磁気量子数 - 軸受合金 - シクトキシン - シグマ因子 - Σ軌道 - シグマ軌道 - Σ結合 - Σ電子 - シグマトロピー転位 - リヒャルト・ジグモンディ - シクラン - シクロアルカン - シクロアワオドリン - シクロオクタン - シクロデキストリン - シクロテトラメチレンテトラニトラミン - シクロパラフィン - シクロブタン - シクロプロパン - シクロヘキサノール - シクロヘキサン - シクロヘキシルスルファミン酸 - シクロヘキセン - シクロヘプタン - シクロペンタジエン - シクロペンタン - シクロホスファミド - ジクロロエタン - ジクロロベンゼン - ジクロロホルムアルデヒド - ジクロロメタン - ジクワット - 試験管 - 時効 (金属) - 自己解離 - 仕事関数 - ジシアン - ジシアンジアミジン - ジシアンジアミド - ジシクロヘキシルカルボジイミド - 脂質 - 脂質二重層 - 指示薬 - 磁石 - 指示薬の一覧 - シス体 - シスチン - システイン - シスプラチン - ジスプロシウム - ジスルフィド - ジスルフィド結合 - ジスルフィラム - 磁性 - 磁性材料 - 磁性体 - 磁性流体 - 自然エネルギー - シゾフィラン - 四大元素 - シタラビン - ジチオン酸 - 七酸化二塩素 - シチジル酸 - 実験器具 - 実験器具の一覧 - 実験式 - 実在気体 - 質量 - 質量作用の法則 - 質量数 - 質量パーセント濃度 - 質量分析 - 質量分析器 - 質量分析計 - 質量分析法 - 質量保存の法則 - 質量モル濃度 - 時定数 - 磁鉄鉱 - ジデヒドロベンゼン - 自動車NOx・PM法 - 自動車から排出される窒素酸化物及び粒子状物質の特定地域における総量の削減等に関する特別措置法 - 自動車排ガス規制 - 自動車排気ガス規制 - 自動車排出ガス規制 - シトクローム - シトクロム - シトクロムcオキシダーゼ - シトクロムP450 - シトシン - シドニー・チャップマン - シトルリン - シナバー・グリーン - シナバーグリーン - ジニトロエチレン尿素 - ジニトロジメチルオキサミド - ジニトロジメチルスルファミド - シネリン - シネリンI - シネリンII - 柴崎正勝 - 柴田雄次 - 自発核分裂 - ジフェニル - ジフェニルアミン - ジフェニルアミンスルホン酸 - ジフェニルベンジジン - ジフェニルリン酸アジド - シフェノトリン - ジフルオロメタン - シフルトリン - ジプレキサ - ジベ処理 - 視紅 - ジベレリン - ジベレリン処理 - ジベレリン水溶液 - ジベンゾフラン - 脂肪 - 脂肪酸 - 脂肪酸合成系 - ジボラン - ジムロート - ジムロート冷却器 - ジムロート冷却管 - 示性式 - ジメチルアミノピリジン - ジメチルエーテル - ジメチルオキサミド - ジメチルケトン - ジメチル酢酸 - ジメチルジオキシラン - ジメチルスルファミド - ジメチルスルホキシド - ジメチルホルムアミド - ジメチル硫酸 - ジメルカプロール - シモンズ・スミス反応 - ジャービル・イブン・ハイヤーン - バリー・シャープレス - シャープレス酸化 - シャープレス不斉エポキシ化 - シャープレス不斉ジヒドロキシ化 - シャーレ - 斜方硫黄 - 斜方晶系 - 斜方立方八面体 - 試薬 - 赤銅 (合金) - ジャスモリン - ジャスモリンI - ジャスモリンII - ジャスモン酸 - ジャビール・ハイヤーン - ジャビル・イブン・ハイヤン - シャペロン - ジャボチンスキー反応 - 舎密 - ジャック・シャルル - シャルル・ヴュルツ - シャルル・ウルツ - シャルル・ヴルツ - シャルル・クーロン - シャルル・ビュルツ - シャルル・ブルツ - シャルルの法則 - 重い電子系 - 自由エネルギー - 臭化アリル - 臭化エチジウム - 臭化カリウム - 臭化銀 - 臭化水素 - 周期 (元素) - 臭気指数 - 周期表 - 周期表 (2) - 周期律 - 周期律表 - 重金属 - 重クロム酸 - 重クロム酸アンモニウム - 重クロム酸カリウム - 重原子 - 重元素 - 重合 - 重合体 - 重合反応 - シュウ酸 - 蓚酸 - シュウ酸アルデヒド - 蓚酸アルデヒド - 十酸化四リン - 重晶石 - 重水 - 重水素 - 集積型金属錯体 - 臭素 - 重曹 - 臭素系ダイオキシン類 - 臭素酸 - 臭素酸カリウム - 重炭酸イオン - 重炭酸塩 - 重炭酸ソーダ - 重炭酸ナトリウム - ジューテリウム - 自由電子 - 自由電子近似 - 自由度 - 18電子則 - 充満帯 - 重油 - 重量パーセント濃度 - 重量モル濃度 - ジュール＝トムソン効果 - ジュール損 - ジュール熱 - ジュールの法則 - 縮合 - 縮合重合 - 縮合反応 - 縮退 - 朱砂 - 酒精 - 酒石酸 - ゲオルク・シュタール - ヘルマン・シュタウディンガー - シュテルン＝ゲルラッハの実験 - フリードリヒ・シュトロマイヤー - シュミット転位 - シュミット反応 - ジュラルミン - シュレーディンガーの猫 - シュレーディンガーの波動方程式 - シュレーディンガー方程式 - シュレディンガー方程式 - シュレンク管 - リチャード・シュロック - 準安定状態 - 準結晶 - 純水 - 順相クロマトグラフィー - 純物質 - 常圧 - 常圧蒸留装置 - 小員環 - 常温 - 硝化 - 昇華 (化学) - 消化酵素 - 硝化作用 - 昇華熱 - 笑気 - 蒸気 - 蒸気圧 - 蒸気圧降下 - 笑気ガス - 蒸気浴 - 賞金 - 焼結 - 硝酸 - 硝酸アンモニウム - 硝酸イオン - 硝酸イソソルビド - 硝酸イソソルビド錠 - 硝酸イソソルビドテープ - 硝酸ウラニル - 硝酸エステル - 硝酸塩 - 硝酸塩類 - 硝酸カリウム - 硝酸銀 - 硝酸グアニジン - 硝酸でんぷん - 硝酸ナトリウム - 硝酸鉛 - 硝酸鉛(II) - 硝酸尿素 - 常磁性 - 焼成 - 脂溶性ビタミン - 硝石 - 生石灰 - 消石灰 - 状態 - 状態数 - 状態式 - 状態ベクトル - 状態変化 - 状態変数 - 状態方程式 (化学) - 状態密度 - 状態量 - 状態和 - 蒸着 - 少糖 - 少糖類 - 樟脳 - ショウノウ - 蒸発 - 蒸発熱 - 上皮成長因子 - 生分解性プラスチック - 生分解プラスチック - 硝安 - 蒸留 - 蒸留塔 - イヴ・ショーヴァン - ジョーンズ酸化 - Jones酸化 - 食塩 - 触媒 - 触媒化学 - 植物ホルモン - 植物油 - 食用油 - 女性ホルモン - ジョセフ・プルースト - ジョゼフ・ルイ・ゲイ＝リュサック - ジョセフ・ルイ・プルースト - ジョゼフ・ルイ・プルースト - ショッテン・バウマン条件 - ショッテン・バウマン反応 - ショッテン・バウマン法 - フリードリッヒ・オットー・ショット - ショットキー欠陥 - 蔗糖 - ショ糖 - エティーヌ・F・ジョフロア - クロード・F・ジョフロア - イレーヌ・ジョリオ＝キュリー - フレデリック・ジョリオ＝キュリー - ジョン・クラーク・スレーター - ジョン・ケンドール - ジョン・ケンドルー - ジョン・ダルトン - ジョン・ドールトン - 白川英樹 - シラン (化合物) - シリカ - シリカゲル - シリコーン - シリコマンガン - シリコンカーバイド - シリルエーテル - ジルコニア - ジルコニウム - シルデナフィル - シルミン - 白雲母 - シロシビン - 銀鏡反応 - 白リン - 新Mosher法 - リチャード・シング - ジンク・イェロー - ジンク・イエロー - ジンク・エロー - ジンク・クロメート - ジンクイェロー - ジンクイエロー - 真空蒸着 - 真空ポンプ - ジンクエロー - ジンククロメート - シンクリナル - シングルスキン構造 - 神経伝達物質 - 神経ペプチドY - 人工元素 - 人工ダイヤモンド - 人工放射性元素 - シンジオタクチック - 辰砂 - 親水親油バランス - 親水基 - 親水コロイド - 親水性 - 真性コリンエステラーゼ - 人造繊維 - 親電子置換反応 - 浸透 - 浸透圧 - シンナムアルデヒド - Simplified molecular input line entry specification - シンペリプラナー - 心房性ナトリウム利尿ペプチド - 人名反応 - 人名反応の一覧 - シンメトリー - シンメトレル - 新モッシャー法 -

## す
水銀 - 水銀電池 - 水酸化アルミニウム - 水酸化アンモニウム - 水酸化カリウム - 水酸化カルシウム - 水酸化ナトリウム - 水酸化物 - 水酸化物イオン - 水酸化マグネシウム - 水酸基 - 水質汚染 - 水質汚濁防止法 - 水質関係公害防止管理者 - 水蒸気蒸留 - 水性ガスシフト反応 - 水素 - 水素イオン - 水素イオン指数 - 水素イオン濃度 - 水素化 - 水素化アモルファスシリコン - 水素化アルミニウム - 水素化アルミニウムリチウム - 水素化アンチモン - 水素化ゲルマニウム - 水素化合物 - 水素化ジイソブチルアルミニウム - 水素化シリコン - 水素化スズ - 水素化脱硫 - 水素化ナトリウム - 水素化物 - 水素化ホウ素 - 水素化ホウ素ナトリウム - 水素化リチウムアルミニウム - 水素吸蔵合金 - 水素結合 - 水素結合結晶 - 水素原子 - 水素原子におけるシュレーディンガー方程式の解 - 水素添加 - 水素分子 - 水熱合成 - 水分 - 水平化効果 - 水溶液 - 水溶性ビタミン - 水浴 - 水和 - テオドール・スヴェドベリ - スーネ・ベルクストローム - スーパーオキシドアニオン - スーパーオキシドディスムターゼ - スカンジウム - スカンジウム族元素 - スカンディウム - 杉原儀昭 - スクアラン - スクアリン酸 - スクアレン - スクラロース - スクロース - スクワラン - スクワレン - 助色団 - スズ - 錫 - 鈴木・宮浦カップリング - 鈴木・宮浦反応 - 鈴木梅太郎 - 鈴木カップリング - 芒硝 - 鈴木反応 - 鈴木-宮浦カップリング - スターリングシルバー - レオ・スターンバック - スタッキング相互作用 - スタナン - スタニスラオ・カニツァロ - スタニスラロ・カニッツァーロ - ウェンデル・スタンリー - スチバン - スチビン - スチレン - スチレン・ブタジエンゴム - スチレンブタジエンゴムスチロール樹脂 - ステアリドン酸 - ステアリン酸 - ステアリン酸カルシウム - ステアリン酸ナトリウム - スティーグリッツ - アルフレッド・スティーグリッツ - スティルカップリング - ステライト - ステルコビリン - ステロイド - ステロイドアルカロイド - ステロイドホルモン - ステンレス - ステンレス鋼 - Stranski-Krastanovモード - ストリキニーネ - ストリキニン - ストレッカー合成 - ストレッカー反応 - ストレプトマイシン - ストロンシャン・イェロー - ストロンシャン・イエロー - ストロンシャン・エロー - ストロンシャンイェロー - ストロンシャンイエロー - ストロンシャンエロー - ストロンチウム - ストロンチウム・イェロー - ストロンチウム・イエロー - ストロンチウム・エロー - ストロンチウム・クロメート - ストロンチウムイェロー - ストロンチウムイエロー - ストロンチウムエロー - ストロンチウム黄 - ストロンチウムクロメート - 砂浴 - スネ・カール・ベリストローム - スパーテル - スパチュラ - 素反応 - スピーゲル - スピネル - スピラン - スピン角運動量 - スピン軌道相互作用 - スピン量子数 - スプレー - スペキュラム合金 - スペクトル - スペクトル線 - スペルミジン - スペルミン - スポイト - スポンジ触媒 - SMARTS - SMARTS記法 - SMILES - SMILES記法 - 炭カル - 炭安 - スメクティック液晶 - スメクティック相 - リチャード・スモーリー - スラグ - すり合わせ - ズルチン - スルピリド - スルファン - スルフィド - スルフィド結合 - スルフォニル基 - スルフォラファン - スルフヒドリル基 - スルホ基 - スルホキシド - スルホニル基 - スルホン - スルホンアミド - スルホン化 - スルホン化反応 - スルホン酸 - スルホン酸化合物 - ジョン・クラーク・スレイター - スレイター行列式 - スレーター軌道 - スレーター行列式 - スレオニン - スワーン酸化 - Swern酸化 - スワン酸化 -

## せ
生化学 - 青化ソーダ - 星間分子の一覧 - 正極 - 生気論 - 制限酵素 - 製鋼 - 生合成 - 青酸 - 青酸加里 - 青酸カリ - 青酸ナトリウム - 静止質量 - 青色一号 - 青色1号 - 生殖腺刺激ホルモン放出ホルモン - 青色二号 - 青色2号 - 精製 - 生成物 - 性腺刺激ホルモン - 性腺刺激ホルモン放出ホルモン - 成層化合物 - 生体高分子 - 生体材料 - 生体物質 - 成長ホルモン - 製鉄 - 製鉄業 - 製鉄所 - 正電荷 - 青銅 - 製品安全データシート - 生物化学 - 生物化学者 - 生物学と化学の歴史のタイムライン - 生物学と有機化学に関する年表 - 生物学と有機化学の年表 - 生物学に関する年表 - 生物物理化学 - 生物無機化学 - 生物有機化学 - 成分本質 (原材料) では医薬品でないもの-植物由来物等-後半 - 成分本質 (原材料) では医薬品でないもの-植物由来物等-前半 - 正方晶系 - 性ホルモン - 精密化学 - 精密合成化学 - 精密有機化学 - 精密濾過膜 - 精密ろ過膜 - 生命力説 - 製油 - 製錬 - ゼーマン効果 - ゼオライト - 石英 - 石英ガラス - 石英セル - 赤外吸収 - 赤外分光法 - 析出 - 赤色3号 - 赤色三号 - 赤色2号 - 赤色二号 - 赤色105号 - 赤色102号 - 赤色104号 - 赤色106号 - 赤色40号 - 石炭 - 石炭化学 - 石炭酸 - 赤鉄鉱 - 赤銅鉱 - 石墨 - 石油エーテル - 石油化学 - 赤燐 - セグレ - エミリオ・セグレ - セクレチン - セシウム - セタノール - セタン価 - 石灰 - 石灰岩 - 石灰水 - 石鹸 - 接触改質 - 接触分解 - 絶対温度 - 絶対配置 - 絶対立体配置 - 絶対零度 - 接着 - 接着剤 - Zr - 摂動 - 摂動論 - Zn - Zosuquidar - Z基 - Z体 - セデコパン - セバシン酸ジオクチル - セファクロル - セファゾリン - セファマイシン - セファマンドール - セファレキシン - セファロスポリン - セファロチン - セファロリジン - セフェピム - セフェム系 - セフェム系抗生物質 - セフォチアム - セフォテタン - セフタジジム - セフトリアキソン - セフブペラゾン - セフラジン - ニコライ・セミョーノフ - セメンタイト - セライト - ゼラチン - セラミック - セラミックス - セラミド - セラン - セリウム - セリン - セリンプロテアーゼ - セルシン - セルトラリン - セルラーゼ - セルロイド - セルロース - セルロースエーテル - セルロプラスミン - セレザイム - Cerezyme - セレノシステイン - セレノプロテインP - セレン - セレン化水素 - セレン酸 - セレン酸塩 - セレン酸化 - セロトニン - セロトニン受容体 - セロビアーゼ - セロビオース - 全圧 - 遷移 - 繊維 - 遷移金属 - 遷移元素 - 遷移状態 - 遷移状態理論 - 全エネルギー - 前期量子論 - 船型 - 線欠陥 - 全合成 - 全国高校化学グランプリ - 尖晶石 - 染色 - 染色体凝縮 - センダスト - 銑鉄 - 仙人 - 潜熱 - 閃マンガン鉱 - 染料 - 閃緑岩 -

## そ
相 - 層間化合物 - 造岩鉱物 - 相関相互作用 - 双極子 - 双極子モーメント - 相互作用 - 相コロイド - 相図 - 相対原子質量 - 相対配置 - 相対立体配置 - 相対論効果 - 相対論的量子力学 - 相転移 - 相反定理 - 相平衡 - 相変化 - 相間移動触媒 - 相律 - ソーダ石灰ガラス - ソープションポンプ - ゾーンメルティング - ゾーンメルト - ゾーンメルト法 - ゾーン融解 - 速度定数 - 速度論的同位体効果 - 束縛エネルギー - 疎水結合 - 疎水コロイド - 疎水性 - 疎水相互作用 - 疎水基 - 塑性 - 組成式 - 粗大ゴミ - SOx - ソックスレー - ソディ - フレデリック・ソディ - ソディー - 外丹術 - ソニフィラン - 薗頭・萩原カップリング - 薗頭・萩原反応 - 薗頭カップリング - 薗頭反応 - ゾビアトロン - ゾビクロビル - ゾビラックス - ソフトダイポールモード - ソフトマター - ソプレロール - ソプレロール錠 - ソマトスタチン - ソマン - ソラニン - ゾル - ソルビトール - ソルビン酸 - ソルビン酸K - エルネスト・ソルベー - ソルベー法 - ゾロフト - 

## た
ターキー赤 - ターコイズ - Tert-ブタノール - Tert-ブチル基 - Tert-ブトキシカルボニル基 - タートラジン - ターボ分子ポンプ - ターボポンプ - ダームスタチウム - ターンブル青 - ターンブルブルー - 第10周期元素 - 第10周期の元素 - 第10族元素 - 第10族の元素 - 第11族元素 - 第11族の元素 - 第12族元素 - 第12族の元素 - 第13族元素 - 第14族元素 - 第15族元素 - 第16族元素 - 第17族元素 - 第18族元素 - 第1周期元素 - 第1周期の元素 - 第1族元素 - 第2周期元素 - 第2周期の元素 - 第2族元素 - 第2族の元素 - 第3周期元素 - 第3周期の元素 - 第3族元素 - 第3族の元素 - 第4周期元素 - 第4周期の元素 - 第4族元素 - 第4族の元素 - 第5周期元素 - 第5周期の元素 - 第5族元素 - 第6周期元素 - 第6周期の元素 - 第6族元素 - 第7周期元素 - 第7周期の元素 - 第7族元素 - 第8周期元素 - 第8周期の元素 - 第8族元素 - 第8族の元素 - 第9周期元素 - 第9周期の元素 - 第9族元素 - 第9族の元素 - ダイアップ - ダイアモンド - 帯域溶融 - 第一原理計算 - 第一原理経路積分分子動力学法 - 大員環 - ダイオキシン - ダイオキシン類 - ダイオキシン類対策特別措置法 - 大気圧 - 大気汚染 - 大気化学 - 大気関係公害防止管理者 - 耐候鋼 - 耐候性鋼 - 体心立方 - 体心立方晶 - 体心立方格子 - 体心立方構造 - 代謝 - 代謝マップ - 対照実験 - 対称性 - タイシロール錠 - 体心立方格子構造 - 体積パーセント濃度 - 体積モル濃度 - 代替フロン - 対掌体 - 耐糖因子 - 第二量子化 - ダイニン - 耐熱ガラス - 耐熱性 - 耐燃性 - ダイヤモンド - ダイヤモンドライクカーボン - 帯融解 - 帯溶融 - 大理石 - ダイレクト・ジメチルエーテル燃料電池 - ダイレクト・メタノール形燃料電池 - ダイレクト・メタノール型燃料電池 - ダイレクト・メタノール燃料電池 - ダイレクトジメチルエーテル燃料電池 - ダイレクトDME燃料電池 - ダイレクトメタノール形燃料電池 - ダイレクトメタノール型燃料電池 - ダイレクトメタノール燃料電池 - 代わりの生化学 - ダウサムA - タウリン - 高田十志和 - 高峰譲吉 - 多環芳香族炭化水素 - タキソール - タキソール全合成 - 焚火 - ダクタイル鋳鉄 - タクロリムス - 多結晶 - 多結晶体 - 多原子分子 - 多座配位子 - 脱酸素剤 - 脱水 - 脱水作用 - 脱水縮合 - 脱水反応 - 脱炭酸 - 脱炭酸反応 - 脱保護 - 脱保護反応 - 脱離 - 脱離反応 - 脱離基 - 脱硫 - タデウシ・ライヒシュタイン - タデウシュ・ライヒシュタイン - タデウス・ライヒシュタイン - 多糖 - 田中耕一 - 田辺・菅野ダイアグラム - 田辺・菅野ダイヤグラム - ジョン・フレデリック・ダニエル - ダニエル電池 - ダニシェフスキージエン - 束一的性質 - 田原良純 - タブン - 玉井尚登 - 玉入り冷却器 - 玉入り冷却管 - 玉鋼 - 球対称 - タミフル - タリウム - タルク - ダルツェン縮合 - 炭化 - 炭化ケイ素 - 炭化硅素 - 炭化珪素 - 炭化水素 - 炭化チタン - 炭化物 - タングステン - タングステン鋼 - ダングリングボンド - 単結合 - 単結晶 - 単原子分子 - 炭酸 - 炭酸アンモニウム - 炭酸イオン - 炭酸エステル - 炭酸塩 - 炭酸ガス - 炭酸カリウム - 炭酸カルシウム - 炭酸固定 - 炭酸水素アンモニウム - 炭酸水素カリウム - 炭酸水素ナトリウム - 炭酸ソーダ - 炭酸同化 - 炭酸同化作用 - 炭酸ナトリウム - 炭酸バリウム - 炭酸ビス（トリクロロメチル） - 炭酸ビス(トリクロロメチル) - 炭酸マグネシウム - 炭酸リチウム - 単斜硫黄 - 単斜晶系 - 胆汁酸 - 単純タンパク質 - 単純分子軌道法 - たん白質 - タン白質 - 炭水化物 - 男性ホルモン - 炭素 - 炭素12 - 炭素14 - 炭素化合物 - 炭素原子 - 炭素鋼 - 炭素固定 - 炭素循環 - 炭素スケール - 炭素繊維 - 炭素同化 - 炭素当量 - 単体 - 担体 - タンタル - タンタル酸リチウム - 単糖 - 単糖類 - タンニン - 断熱過程 - タンパク - 蛋白質 - タンパク質 - たんぱく質 - 蛋白質構造データバンク - タンパク質構造予測 - タンパク質ホルモン - 単分子磁石 - 単離 - 単量体 - 

## ち
チアゾール - チアミン - 地域活性化 - チーグラー・ナッタ触媒 - チウラム - トーマス・チェック - チオアミド - チオエステル - チオエステル結合 - チオール - チオール基 - チオケトン - チオシアン酸カリウム - チオジグリコール - チオフェノール - チオフェン - チオペンタール - チオペンタールナトリウム - チオ硫酸 - チオ硫酸ナトリウム - アーロン・チカノーバー - 置換基 - 置換反応 - チキソトロピー - 地球化学 - 蓄光 - チクロ - 血色素 - 血朱 - チタニウム - チタン - チタン黄 - チタン酸ジルコン酸鉛 - チタン酸バリウム - チタン族元素 - チタン鉄鉱 - チチバビン反応 - 乳棒 - 窒化アルミニウム - 窒化ガリウム - 窒化ケイ素 - 窒化水素 - 窒化物 - 窒化物半導体 - 窒化ホウ素 - 窒化リチウム - チッ素 - 窒素 - 窒素化合物 - 窒素固定 - 窒素酸化物 - 窒素分子 - チトクローム - チトクロム - チトクロムオキシターゼ - チミン - チモールフタレイン - チモールブルー - チャージアップ - チャート (岩石) - チャイニーズブルー - シドニー・チャップマン - チャンドラセカール・ラーマン - 中員環 - 注射器 - 抽出 - 中性 (酸塩基) - 中性子 - 中性子回折 - 中性子回折法 - 中性子過剰核 - 中性脂質 - 鋳造 - 鋳鉄 - チューブリン - 中和 (化学) - 中和滴定 - 超アクチノイド元素 - 超イオン伝導体 - 超ウラン元素 - 超遠心機 - 潮解 - 潮解性 - 超強酸 - 超共役 - 超合金 - 超硬合金 - 超格子 - 超高速レーザー分光法 - 超酸 - 超重元素 - 超純水 - 長石 - 超塑性 - 超分子 - 張力説 - 超臨界状態 - 超臨界流体 - 超ろ過膜 - 調和振動子 - 直鎖 - 直鎖アルキルベンゼンスルホン酸ナトリウム - 直接型メタノール燃料電池 - 直接形メタノール燃料電池 - 直接ギャップ - 直接ジメチルエーテル燃料電池 - 直接DME燃料電池 - 直接メタノール形燃料電池 - 直接メタノール型燃料電池 - 直接メタノール燃料電池 - チラム - チリ硝石 - チロシン - チンダル現象 - 沈殿 - 沈澱 - 沈でん - チンワルド雲母 - 

## つ
カール・ツィーグラー - ツィーグラー・ナッタ触媒 - ツィグラー・ナッタ触媒 - ミハイル・ツヴェット - 2C-I - 次亜塩素酸 - 次亜塩素酸カルシウム - 次亜塩素酸ソーダ - 次亜塩素酸ナトリウム - 次亜臭素酸 - 次亜硝酸 - 次亜フッ素酸 - 次亜ヨウ素酸 - 常磁性体 - 強相関電子系 - ツヨン - ツリウム - 

## て
ファウスト・デ・エルヤル - テアニン - TRNA - Trp - TRP - DIBAH - DIBAL - DIBAL-H - 呈味性ヌクレオチド - 定圧過程 - 定圧比熱 - 定圧モル比熱 - ジョン・ディー - DEET - TED - TEDA - ティーエスワン - ディークマン縮合 - ディート - オットー・ディールス - ディールス・アルダー反応 - ディールスアルダー反応 - ディーン・スターク管 - ディーン・スターク装置 - DHA - THF - THC - DABCO - DXR - TS-1 - DNA - DNAシーケンサー - DNAトポイソメラーゼ - DNAプライマーゼ - DNAヘリカーゼ - DNAポリメラーゼ - DNAリガーゼ - TNT火薬 - DFPT法 - DME燃料 - DMAP - DMSO - DMF - DMFC - D軌道 - T-CHO - TCA回路 - TCAサイクル - 定常状態 - 定常状態法 - 定性分析 - 定積過程 - 定積比熱 - 定積モル比熱 - Tz - ウィルヘルム・ティセリウス - D体 - DWNT - 低炭素鋼 - DDNP - DDFC - TDLDA - DDQ - DDT - TDDFT - D電子 - 低排出ガス車認定制度 - TPAP - TB-LMTO - DPPA - Dブロック元素 - 定量的構造活性相関 - 定量分析 - Tyr - TYR - リオ・ティント - デーヴィー - ヘンリー・デーキン - デーキン・ウェスト反応 - デーキン反応 - ハンフリー・デービー - ヨハン・デーベライナー - デーリタ・ドレヴェシーナ - デーリタ・ドレヴェスィーナ - ウィリアム・デーリング - デオキシリボース - デオキシリボ核酸 - デオキシリボヌクレアーゼ - デカン - 滴下漏斗 - 滴下ロート - デキストリン - 滴定 - テクネチウム - アルフレッド・デクロワゾー - デザイナー・ドラッグ - デザイナーズ・ドラッグ - デザイナーズドラッグ - デザイナードラッグ - デシケーター - デス・マーチン・ペルヨージナン - デス・マーチン酸化 - テストステロン - デスミン - デゾラム - テタヌストキシン - テタノスパスミン - 鉄 - 鉄系形状記憶合金 - 鉄鉱石 - 鉄朱 - 鉄族元素 - 鉄丹 - 鉄分 - デッラ・ポルタ - テトラカルボニルニッケル - テトラクロロエチレン - テトラクロロ金酸 - テトラクロロメタン - テトラヒドリドホウ酸ナトリウム - テトラヒドロカンナビノール - テトラヒドロフラン - テトラヒドロほう酸ナトリウム - テトラヒドロホウ酸ナトリウム - テトラフルオロホウ酸 - デトリタス - テトリル - テトロドトキシン - ルイ・テナール - デナトニウム - スミソン・テナント - テネシン - デノシン - デバイ - ピーター・デバイ - デバイの比熱式 - デバイ比熱 - デバイ-ヒュッケルの式 - デパス - デプロメール - テフロン - デムナット - デモクリトス - ヴィンセント・デュ・ヴィニョー - デュアー - デュロテップパッチ - デュロン＝プティの法則 - デュワー - ジェイムス・デュワー - ジェイムズ・デュワー - ジェームス・デュワー - ジェームズ・デュワー - デュワーベンゼン - テラ・ローザ - 照沼大陽 - ウォーレン・デラルー - テラローザ - テラン - デリタ・ドレヴェシーナ - デリタ・ドレヴェシナ - アンドレ・デル・リオ - アンドレス・マヌエル・デル・リオ - 輝銀鉱 - 輝線 - デルタ・ウッド - デルタ・ドレヴェシーナ - デルタ・ドレヴェシナ - デルタウッド - ΔFe - Δカロテン - デルタ合板 - Δ鉄 - デルタフェライト - デルタ木材 - ヨハン・テルデ - 輝銅鉱 - テルビウム - テルペノイド - テルペン - テルペンアルカロイド - テルミット - テルミット法 - デルモルフィン - テルリド - テルル - テルル化水素 - テレビン油 - テレピン油 - テレフタル酸 - 転移点 - 転移熱 - 転位反応 - 転移反応 - 電位-pH図 - 電位窓 - 電荷 - 電解 - 電解液 - 電解質 - 電解質溶液 - 電解精錬 - 電荷移動吸収帯 - 電荷移動錯体 - 電荷移動遷移 - 電解の法則 - 転化糖 - 電荷の保存則 - 電荷密度の混合の仕方 - 電気陰性度 - 電気泳動 - 電気化学 - 電気化学ポテンシャル - 電気銅 - 電気分解 - 電気鍍金 - 電極 - 電気量 - 点群 - 典型元素 - 点欠陥 - 電子 - 電子移動反応 - 電子ガス - 電子殻 - 電子環状反応 - 電子気体 - 電子軌道 - 電子吸引性 - 電子求引性基 - 電子供与性 - 電子供与性基 - 電子供与体 - 電磁鋼 - 電子構造 - 電磁鋼板 - 電子受容体 - 電子常磁性共鳴 - 電子状態 - 電子状態計算 - 電子親和力 - 電子スピン共鳴 - 電子対 - 電子対反発理論 - 電子伝達系 - 電子伝達体 - 天使の梯子 - 電子配置 - 電子捕獲 - 電子求引性 - 展延性 - 天青石 - 電池 - 伝導帯 - 伝導電子 - デンドリマー - 天然化合物 - 天然ゴム - 天然樹脂 - 天然存在比 - 天然物 - 天然物化学 - 電媒定数 - デンプン - 電離 - 転炉 -

## と
ベギエ・ド・シャンクルトワ - テオフィル・ド・ドンデ - ルイ・ド・ブロイ - ド・ブロイ波 - 糖 - 銅 - 等温過程 - 等温変化 - 糖アルコール - 銅アンモニアレーヨン - 同位元素 - 同位体 - 同位体効果 - 同化反応 - 糖鎖 - 凍結乾燥 - 東国製鋼 - 銅酸化物 - 糖脂質 - 糖質 - 糖質コルチコイド - 同重体 - 透析 - 同素体 - 糖蛋白 - 糖タンパク質 - 糖蛋白質 - 同定 - 等電点 - 糖原性アミノ酸 - 糖分 - ドウモイ酸 - 当量 - 糖類 - 登録システム - ドーパミン - ドープ - ゲルハルト・ドーマク - G. ドーマク - ドキソルビシン - 毒劇物取締法 - 毒劇法 - 特性基 - 特性基順位一覧 - 特定化学物質及び四アルキル鉛等作業主任者技能講習 - 特定化学物質作業主任者 - 特定化学物質等作業主任者 - 特定化学物質の環境への排出量の把握等及び管理の改善の促進に関する法律 - 特定製品に係るフロン類の回収及び破壊の実施の確保等に関する法律 - 特定石油製品輸入暫定措置法 - 特定有害廃棄物等の輸出入等の規制に関する法律 - 毒物 - 毒物および劇物取締法 - 毒物及び劇物取締法 - 毒物劇物取扱者 - 毒物劇物取扱責任者 - 毒物劇物取扱法 - ドグマチール - 時計皿 - ドコサヘキサエン酸 - ト字管 - 土壌汚染対策法 - トシル酸 - トスフロキサシン - ドセタキセル - トタン - アレクサンダー・トッド - ドデカン - ドパミン - ドパミン受容体 - アンドレ＝ルイ・ドビエルヌ - ドブニウム - トポイソメラーゼ - トポテシン - ウジェーヌ・ドマルセー - ユージェン・ドマルセー - ドミトリー・メンデレーエフ - ウィリアム・トムソン - トムソン効果 - トムバック - 共洗い - 共重合 - 共沈 - ドライアイス - トライボロジー - マーク・ドラフォンテーヌ - ドラフトチャンバー - ドラム缶 - トランス (化学) - トランス脂肪酸 - トランス体 - トランスフェラビリティー - トリアシルグリセロール - トリアジン - トリアゾール - トリアゾラム - トリアムシノロン - トリウム - トリエチルアミン - トリエチレンジアミン - ドリエル - トリエン - トリグリセリド - トリクレン - トリクロサン - トリクロル酢酸 - トリクロロエチレン - トリクロロ酢酸 - トリクロロニトロメタン - トリクロロメタン - トリコテセン - トリゴネリン - ヘルメス・トリスメギストス - トリチウム - トリテルペン - トリニトロトルエン - トリニトロフェノール - トリハロメタン - トリフェニルホスフィン - トリプシン - トリプトファン - トリフルオロ酢酸 - トリブロモメタン - トリホスゲン - トリメチルシリルジアゾメタン - トリメチルベンゼン - トリメチレントリニトロアミン - トリヨードメタン - トルートンの規則 - トルエン - トルコ石 - ドルトン (単位) - ジョン・ドルトン - ドルトンの法則 - トルマリン - トレーサー - トレハロース - トロンビン - トロンボキサン -

## な
ナイアシン - 内殻電子 - 内丹術 - ナイトロジェンマスタード - 内部エネルギー - 内分泌攪乱化学物質 - 内分泌撹乱化学物質 - 内分泌攪乱物質 - 内分泌撹乱物質 - 内分泌かく乱物質 - ナイロン - ナイロン11 - ナイロン12 - ナイロン6 - ナイロン610 - ナイロン612 - ナイロン66 - ナイロン6I - ナイロン6T - ナイロン9T - ナイロンM5T - ナイロン-12 - 中井直正 - 中炭素鋼 - 中西準子 - 中原弘雄 - 中村栄一 - なすフラスコ - ジュリオ・ナッタ - ナトリウム - ナトリウム・硫黄電池 - ナトリウムフェノキシド - ナノカー - ナノテク - ナノテクノロジー - ナノホーン - ナフサ - ナフタリン - ナフタレン - ナフチルアミン - ナフチル基 - ナフトール - ナプロキセン - 鉛 - 鉛作業主任者 - 鉛蓄電池 - 鉛フリーはんだ - ナメキール - ナメトックス - 

## に
2,4-ジニトロフェノール - 2-アザナフタレン - 二亜硫酸 - 2-イミダゾリジノン - ニオブ - ニオブ酸リチウム - 膠質 - 膠化体 - ニキシー管 - ニクロム - 二クロム酸アンモニウム - 二クロム酸カリウム - ニクロム線 - ニコチン - ニコチンアミドアデニンジヌクレオチド - ニコチンアミドアデニンジヌクレオチドリン酸 - ニコラス＝ルイ・ボークラン - 二酸化硫黄 - 二酸化ウラン - 二酸化塩素 - 二酸化ケイ素 - 二酸化硅素 - 二酸化珪素 - 二酸化水素 - 二酸化セレン - 二酸化炭素 - 二酸化炭素固定 - 二酸化チタン - 二酸化窒素 - 二酸化テルル - 二酸化鉛 - 二酸化マンガン - 2,3-ジクロロ-5,6-ジシアノ-1,4-ベンゾキノン - 二次イオン質量分析 - 二次イオン質量分析法 - 2次元周期的境界条件 - 二次代謝 - 西塚泰美 - 二重結合 - 二重水素 - 仁田勇 - ニッケル - ニッケルイエロー - ニッケル・カドミウム蓄電池 - ニッケルカルボニル - ニッケル乾電池 - ニッケル系一次電池 - ニッケル・水素蓄電池 - ニッケルチタンイェロー - ニッケルチタンイエロー - ニッケルチタンエロー - ニッケルチタン黄 - ニッポニウム - 二糖 - 丹銅 - 二糖類 - ニトラス - ニトラステープ - ニトリル - ニトル基 - ニトロール - ニトロールRカプセル - ニトロール錠 - ニトロールスプレー - ニトロール注 - ニトロ化 - ニトロ化合物 - ニトロ基 - ニトログアニジン - ニトログリコール - ニトログリセリン - ニトロセルロース - ニトロソ化合物 - ニトロソ基 - ニトロソグアニジン - ニトロナフタリン - ニトロバイド - ニトロバイド錠 - ニトロフィックス - ニトロフェロイン - ニトロベンゼン - ニトロメタン - 2-ニトロナフタレン - ニホニウム - 2-ブタノン - 二フッ化キセノン - 二フッ化クリプトン - 2-プロパノール - 2-ベンズアジン - 二ホウ化マグネシウム - 日本化学会 - 日本の化学に関する資格一覧 - 日本薬局方 - 2-メチル-1-プロパノール - 2-メチル-2-プロパノール - 2-メルカプトエタノール - 二面角 - 乳化剤 - ニューコクシン - 乳酸 - 乳酸脱水素酵素 - 乳濁液 - 乳糖 - ニュートラルレッド - ニュートンの冷却の法則 - 乳鉢 - ニューマン投影式 - ニューマン投影図 - ジョン・ニューランズ - 尿酸 - 尿素 - 尿素回路 - 尿素サイクル - 2,4,5-T - 2,4,5-トリクロロフェノキシ酢酸 - 二硫化炭素 - 二硫化モリブデン - 二硫酸 - ニルソン図 - ニンヒドリン - ニンヒドリン反応 -

## ぬ
ヌクレアーゼ - ヌクレオシド - ヌクレオチド - ヌクレオチド除去修復 - 

## ね
ネオジム - ネオジム磁石 - ネオペンタン - ネオン - 熱化学 - 熱化学方程式 - 熱交換器 - 熱振動 - 熱浸透率 - 熱素説 - 熱電効果 - 熱電子 - 熱伝導 - 熱電能 - 熱濃硫酸 - 熱媒 - 熱媒体 - 熱放射 - 熱容量 - 熱力学 - 熱力学・統計力学の年表 - 熱力学温度 - 熱力学第三法則 - 熱力学的平衡 - ネプツニウム - ネマティック液晶 - ネルボン酸 - ヴァルター・ネルンスト - ネルンストの式 - 燃焼 - 燃素 - 燃素説 -

## の
カール・ノイベルグ - ノイベルグの発酵形式 - 農芸化学 - 濃硝酸 - 濃度 - 脳内麻薬 - 農薬取締法 - 農用地の土壌の汚染防止等に関する法律 - 濃硫酸 - ノーザンブロッティング - ジョン・ノースロップ - ノーベリウム - アルフレッド・ノーベル - ノーベル化学賞 - 野崎・檜山・岸・高井反応 - 野崎・檜山・岸反応 - 野崎・檜山反応 - 野崎一 - 野副鉄男 - ワルター・ノダック - ノックビン - ノナン - 昇汞 - ノメックス - 野依良治 - 糊 - 糊精 - ノルアドレナリン - ノルエピネフリン - ノルディック・ゴールド - ノルマル吉草酸 - ノルマルバレルアルデヒド - ノルマルブチルアルデヒド - ノルマル酪酸 - ノンネルブ -

## は
パーキン - ウィリアム・パーキン - バークリウム - パークロロエチレン - ウォルター・ハース - ハース投影式 - バーチ還元 - バーチャルライブラリー - アーサー・ハーデン - ハートリー原子単位 -  ハートリー-フォック法 - ハートリー-フォック方程式 - ハートレー・フォック方程式 - バーナー - バーナード・カッツ - フリッツ・ハーバー - ハーバー・ボッシュ法 - ハーバー法 - パープリン - パーフルオロメタン - パーマロイ - パーメンジュール - パーメンデュール - パーライト - パーライト (岩石) - オットー・ハーン - バイアグラ - 配位 - 配位化学 - 配位結合 - 配位子 - 配位高分子 - 配位子吸収帯 - 配位子場 - 配位子場理論 - 配位子理論 - バイオセンサー - バイオプラスチック - バイオマテリアル - バイオリアクター - 砒化水素 - 排ガス規制 - 排気ガス規制 - 排気ガス処理 - 廃棄物 - 廃棄物等 - Π結合 - 媒質 - 倍数比例の法則 - Πスタッキング - ハイゼンベルクの運動方程式 - Π電子 - 配糖体 - ハイドロクロロフルオロカーボン - ハイドロフルオロカーボン - ハイネ-アバレンコフの擬ポテンシャル - Heine-Abarenkovの擬ポテンシャル - Π-π* 遷移 - Π-π相互作用 - パイプ - ハイブリッド法 - ハイポ - バイメタル - アドルフ・バイヤー - アドルフ・フォン・バイヤー - バイヤー・ビリガー酸化 - バイヤー・ビリガー転位 - バイヤー・ビリガー反応 - フリードリヒ・バイルシュタイン - バイルシュタイン・データベース - バイルシュタイン試験 - バイルシュタインテスト - ハイン-アバレンコフの擬ポテンシャル - パウリ - ヴォルフガンク・パウリ - ヴォルフガング・パウリ - ヴォルフガンク・エルンスト・パウリ - ヴォルフガング・エルンスト・パウリ - パウリ常磁性 - パウリの原理 - パウリの排他原理 - パウリの排他律 - パキシル - 麦芽糖 - 爆轟 - 爆轟特徴数の簡易推定法 - バクセン酸 - 薄層クロマトグラフィー - 爆速 - バグダッド電池 - バクテリオロドプシン - 白銅 - 爆発 - 爆発限界 - 爆発物 - 爆薬 - パクリタキセル - ルイ・パスツール - ハステロイ - 長谷川登志夫 - バソプレッシン - 八隅説 - 発エルゴン反応 - 発煙硝酸 - 発煙硫酸 - 発火点 - 発癌性 - 発ガン性 - 発がん性 - 発癌性物質 - 発ガン性物質 - 発癌物質 - 発がんプロモーション - 発がんプロモーター - バッキーボール - 白金 - 白金永久磁石 - 白金磁石 - 白金鉄系磁石 - 白金鉄磁石 - 発光 - 発光酵素 - 発光素 - ハッシウム - 発色団 - オッド・ハッセル - ハッチ - スリャック経路 - 発熱反応 - 発熱量 - 発泡スチロール - 波動関数 - バトラコトキシン - バナジウム - バナジウム鋼 - バニリン - パパイン - バビットメタル - ハフニウム - ハミック反応 - ハミルトニアン - ハミルトン関数 - パム - ハメット則 - ハメットの置換基定数 - ハモンドの仮説 - パラ・ジ・クロロベンゼン - P-α-ナフトールフタレイン - パラオキシ安息香酸エステル - パラケルスス - パラコート - パラジウム - バラシクロビル - パラジクロルベンゼン - パラジクロロベンゼン - パラゼット - 原田明 (超分子化学者) - パラチオン - パラトルエンスルホン酸 - P-トルエンスルホン酸 - P-ニトロフェノール - パラフィン - P-フェニルアゾフェノール - パラプラチン - パラベン - ハリースオゾン分解 - バリウム - バリキサ - パリトキシン - バリン - バル - パルギン - バルビタール - バルマー系列 - パルミチン酸 - パルミトレイン酸 - パロキセチン - ハロゲノ基 - ハロゲン - ハロゲン化 - ハロゲン化アシル - ハロゲン化アルキル - ハロゲン化合物 - ハロゲン化水素 - ハロゲン化反応 - ハロゲン化物 - ハロゲン系炭化水素 - ハロゲン置換体 - ハロホルム反応 - ハワース投影式 - 攀枝花新鋼バナジウム - 反強磁性 - 半金属 - 半合成繊維 - バンコマイシン - 反磁性 - 反射高速電子線回折 - ハンス・クレプス - 反水素 - ハンスディーカー反応 - はんだ - はんだ付け - ハンダ付け - 半田付け - 反電子 - ティモシー・ハント - バンド間遷移 - 半透膜 - バンドギャップ - バンド計算 - バンド構造 - パントテン酸 - バンド端発光 - バンド理論 - 反応機構 - 反応経路 - 反応式 - 反応速度 - 反応速度論 - 反応中間体 - 反応熱 - 反応名 - 反応物 - バンバーガー転位 - 反物質 - ハンフリー・デーヴィ - ハンフリー・デーヴィー -

## ひ
ヒアルロン酸 - Pro - PRO - PRTR - PRTR制度 - PRTR法 - BINAP - BioDME - Bio-DME - PEFC - PEO - PEG - PETN - Phe - PHE - PH試験紙 - PH指示薬 - ピーエッチ - PMSF - BLAST - Polymer Electrolyte Fuel Cell - ビーカー - P軌道 - PKa - PCC酸化 - PCB処理特別措置法 - ウィルヘルム・ヒージンガー - PZT - BZ反応 - C.J. ピーダーセン - PDC酸化 - P電子 - ビードロ - PBDE - PBB - PVA - PVC - PVD - PVDF - Pブロック元素 - Pu - Pulay補正 - Bulletin of the Chemical Society of Japan - BuChE - ビールーニー - ビオチン - ヒ化ガリウム - 光化学 - 光呼吸 - 光触媒 - 光電流 - 非共有電子対 - 日局 - 非局在化 - 非極性溶媒 - 卑金属 - 非金属 - 非金属元素 - ビクトル・マイヤー - ビグリューカラム - ピクリン酸 - ビクロックス - 微細構造定数 - 菱苦土鉱 - 非磁性体 - ピシバニール - 比重 - 非晶質シリコン - 非晶質半導体 - ヒ素 - ヒスイ - ヒスイ輝石 - ビスコース - ヒスタミン - ヒスチジン - ビスフェノールA - ビスマス - ビスムタン - ビスムチン - 砒素 - 非対称ジメチルヒドラジン - ビタミン - ビタミンE - ビタミンA - ビタミンF - ビタミンM - ビタミンQ - ビタミンK - ビタミンC - ビタミンD - ビタミンB1 - ビタミンB2 - ビタミンB3 - ビタミンB6 - ビタミンB群 - 必須アミノ酸 - 必須脂肪酸 - ジョージ・ヒッチングス - ヴィルヘルム・ヒットルフ - 非鉄金属材料 - 一重結合 - 一重項酸素 - ヒト絨毛性ゴナドトロピン - ヒドラジン - ヒドリド - ヒドリド還元 - ビトレックス - ヒドロキシカルボン酸 - ヒドロキシ基 - ヒドロキシ酸 - ヒドロキシラジカル - ヒドロキシラミン - ヒドロキシルアミン - ヒドロキシル基 - ヒドロキシルラジカル - ヒドロキノン - ヒドロゲル - ヒドロニウムイオン - ヒドロホウ素化 - ヒドロ硼素化 - ヒドロホルミル化 - ヒドロン - ピナコール転位 - ピナコール-ピナコロン転位 - ピナコリン転位 - ピナコロン転位 - ビニール - ビニルアルコール - ビニル基 - ビニロン - 比熱 - 比熱比 - 比熱容量 - ヒビテン - ビピリジン - ビフェニル - ピペット - ピペラジン - ピペリジン - ひまし油 - ビメンチン - ピューター - ヒューニッヒベース - Hunig's Base - ヒューム・ロザリー則 - ヒューム・ロザリーの規則 - ヒューム・ロザリーの法則 - ヒューム‐ロザリー則 - ヒューム‐ロザリーの規則 - ヒューム‐ロザリーの法則 - ウィリアム・ヒューム＝ロザリー - アントワーヌ・ビュシー - ヒュッケル - エーリヒ・ヒュッケル - エリッヒ・ヒュッケル - ヒュッケル則 - ヒュッケル法 - ビュレット - 標準酸化還元電位 - 標準自由エネルギー変化 - 標準状態 - 標準大気圧 - 氷点 - 表面準位 - 表面第一層 - 表面張力 - ピラジン - ピラゾール - ピラン - ビリジアン - ピリジニウム - ピリジン - ピリダジン - ピリミジン - ピリミジン塩基 - ビリヤルの式 - 微量元素 - 微量放射性同位体 - ビリルビン - ペーター・ヒルシュ - ビルスマイヤー・ハック反応 - ビルスマイヤー反応 - アルトゥーリ・ビルタネン - ビルトリシド - ピルビン酸 - ビルヘキサル - ピレスロイド - ピレスロロン - ピレトリン - ピレトリンI - ピレトリンII - ピレン - ピロール - ピロール環 - ピロガロール - ヒロポン - ピロ硫酸 - ピロリン酸 - ビンクリスチン - シリル・ヒンシェルウッド - ビンデシン - ビンブラスチン - 貧溶媒 -

## ふ
ロバート・ファーチゴット - ファヴォルスキー転位 - ファウスト・デルイヤール - ウィリアム・ファウラー - ファストグリーン - ファストグリーンFCF - ファセオリン - ファボルスキー転位 - ファラデー - マイケル・ファラデー - ファラデー回転 - ファラデー効果 - ファラデー定数 - ファラデーの電気分解の法則 - ファルネソール - ファン・デル・ワールス - ヨハネス・ファン・デル・ワールス - ファン・デル・ワールス吸着 - ファン・デル・ワールスクラスター - ファン・デル・ワールス結合 - ファン・デル・ワールス錯体 - ファン・デル・ワールス力 - ファンデアワールス力 - ファンデルワールス - ファンデルワールス吸着 - ファンデルワールスクラスター - ファンデルワールス結合 - ファンデルワールス錯体 - ファンデルワールス力 - ファンデルワールスの状態方程式 - ファンデルワールス半径 - ヤコブス・ヘンリクス・ファント・ホッフ - ファント・ホッフ - ファントホッフ - ファンネル - フィードバック阻害 - Val - Valine - VSEPR - VSEPR則 - VSEPR理論 - VLDL受容体 - VOC - VOCs - フィコシアニン - フィチン - フィチン酸 - エドモンド・フィッシャー - エミール・フィッシャー - エルンスト・フィッシャー - ハンス・フィッシャー - フィッシャーエステル合成反応 - フィッシャー投影式 - フィッシャー投影図 - フィッシャーのインドール合成 - フィトクロム - VBL - フィブリン - フィブロイン - フィルスマイヤー・ハーク反応 - フィルスマイヤー反応 - フィルタープレス - フィルデシン - フィンガープリント - 風化 - 風解 - 風化作用 - アドルフ・ブーテナント - プールベ - マルセル・プールベ - プールベ図 - プールベダイアグラム - プーレイ補正 - フェーリング液 - フェーリング試薬 - フェーリング反応 - フェオフィチン - フェナントレン - フェナントロリン - フェナントロリン鉄(II) - フェニルアラニン - フェニルエチルアミン - フェニル基 - フェニルプロパノイド - フェニルメタノール - フェニルメタンスルホニルフルオリド - フェネチラミン - フェネチルアミン - フェノール - フェノール樹脂 - フェノールフタレイン - フェノールレッド - フェノサフラニン - フェノトリン - フェノバール - フェノバルビタール - フェライト (磁性材料) - フェライト磁石 - フエライト磁石 - フェライト相 - フェリシアン化カリウム - フェリ磁性 - フェルキン-アーンのモデル - フェルプスドッジ - フェルミウム - フェルミエネルギー - フェルミ準位 - フェルミ速度 - フェルミ面 - フェルミレベル - フェレドキシン - フェロアロイ - フェロイン - フェロクロム - フェロ磁性 - フェロセン - フェロマンガン - フェロモン - フェンサイクリジン - フェンタニル - フェンタネスト - フォールディング - フォトニック結晶 - フォトニックバンド - フォノンバンド - フォン・リヒター反応 - 不可逆反応 - 不可視光線 - フガシティー - 付加重合 - 付加脱離反応 - 付加反応 - 不完全燃焼 - 不規則合金 - 不揮発性 - 負極 - 福井謙一 - 複合タンパク質 - 複酸化物 - 輻射能 - 副腎皮質刺激ホルモン放出ホルモン - 副腎皮質ステロイド - 複素環 - 複素環式化合物 - 複素環状化合物 - 福山還元 - 福山透 - フコース - ジャン・バティスト・ブサンゴー - 藤井紀子 - 不純物 - 不純物準位 - 腐食 - 不斉 - 不斉合成 - 不斉炭素 - 不斉炭素原子 - プタキロサイド - ブタジエン - ブタノール - ブタノン - 二又アダプター - 不均化 - フタルイミド - フタル酸 - フタル酸エステル - フタルスリン - フタロシアニン - ブタン - プチリルコリンエステラーゼ - ブチルゴム - ブチルパラベン - ブチルリチウム - ブチレン - 不対電子 - 普通鋼 - フッ化塩素 - フッ化カリウム - フッ化カルシウム - フッ化銀(I) - フッ化水素 - フッ化水素酸 - フッ化セシウム - フッ化フェニルメチルスルホニル - フッ化物 - フッ酸 - 物質 - 物質分類の一覧 - 物質量 - フッ素 - 物性 - 物性値 - 沸石 - 弗素 - 沸点 - 沸点上昇 - 沸騰 - 物理化学 - 物理気相成長 - 物理気相成長法 - 物理吸着 - 不定比化合物 - ブテン - 負電荷 - 不動態 - ブドウ糖 - ぶどう糖 - 葡萄糖 - ブドウ糖果糖液糖 - プトレシン - プトレッシン - ふね型 - 舟型 - 不働態 - ブフナー - エドゥアルト・ブフナー - エドュアルト・ブフナー - ブフナーろうと - ブフナーロート - 不飽和 - 不飽和化合物 - 不飽和結合 - 不飽和脂肪酸 - 不飽和炭化水素 - フマル酸 - フミン酸 - プメラー転位 - 浮遊粉塵 - フラーレン - リチャード・ブライト - ハーバート・ブラウン - ブラウン運動 - フラウンホーファー線 - アンリ・ブラコノー - プラジカンテル - ブラジキニン - ブラシノステロイド - プラス極 - フラスコ - プラスチック - プラスチック磁石 - プラスティック - プラスミン - プラセオ黄 - プラセオジム - プラセオジム・イェロー - プラセオジム・イエロー - プラセオジム・エロー - プラセオジムイェロー - プラセオジムイエロー - プラセオジムエロー - プラセオジム黄 - プラセオジム磁石 - プラチナ - プラチナ磁石 - ローレンス・ブラッグ - プラッチック - フラバン - フラビン - フラビンアデニンジヌクレオチド - フラビンモノヌクレオチド - フラボノイド - フラボン - フラメトリン - ニコラ・フラメル - プラリドキシムヨウ化メチル - ブラレトリン - フラン (化学) - マックス・プランク - プランク定数 - エドワード・フランクランド - アーシュラ・フランクリン - ロザリンド・フランクリン - プランケット - ロイ・プランケット - フランシウム - ブランスィック・グリーン - ブランスイック・グリーン - ブランスィックグリーン - ブランスイックグリーン - ブランスィック緑 - ブランスイック緑 - フランツ・ジョセフ・ミュラー - フランツ・ヨーゼフ・ミュラー・フォン・ライヒェンシュタイン - フランツ・ヨーゼフ・ミュラー・フォン・ライヘンシュタイン - イェオリ・ブラント - ヘニッヒ・ブラント - プラント・オパール - フランドルテープS - フリーズドライ - ジョゼフ・プリーストリー - シャルル・フリーデル - フリーデル・クラフツ反応 - フリーデルクラフツ反応 - フリードリッヒ・ウェーラー - フリードリッヒ・ヴェーラー - フリードリヒ・ウェーラー - フリーラジカル - プリオン - ブリキ - イリヤ・プリゴジン - プリズマン - ブリプラチン - ブリュースター角 - ブリリアントブルーFCF - プリン (化学) - プリン塩基 - プリンス反応 - プリン体 - ブルースター角 - ジョゼフ・プルースト - フルオキセチン - フルオレニルメチルオキシカルボニル基 - フルオレニルメトキシカルボニル基 - フルオロウラシル - フルオロカーボン - フルオロホウ酸 - フルオロメタン - フルクトース - プルシアンブルー - スタンリー・B・プルシナー - ブルシン - プルトニウム - フルトプラゼパム - フルニトラゼパム - フルバミド - ブルバレン - ブルフェン - フルフラール - プルプリン - フルボキサミン - フルボ酸 - フリッツ・プレーグル - フレーム発光 - フレオン - エイブラハム・フレクスナー - サイモン・フレクスナー - ブレット則 - フレデリック・アーベル - フレデリック・ソディー - プレポリマー - アレキサンター・フレミング - アレクサンダー・フレミング - フレンケル欠陥 - ヨハンス・ブレンステッド - フロキシン - フロギストン - フロギストン説 - プロキラリティ - プロキラリティー - プロキラル - プロゲステロン - プロザック - プロジェステロン - キャサリン・ブロジェット - プロス - プロスタグランジン - プロスタグランディン - フロセミド - プロタミン - ブロック重合 - コンラート・ブロッホ - ブロッホ関数 - ブロッホの定理 - プロテアーゼ - プロテイン - プロテオグリカン - プロトアクチニウム - プロパナール - プロパノン - プロパン - プロパン酸 - プロピオンアルデヒド - プロピオン酸 - プロビタミンA - プロピルパラベン - プロピレン - プロペナール - プロペン - プロメチウム - プロメデス - ブロメライン - フロモキセフ - ブロモクレゾールグリーン - ブロモクレゾールパープル - ブロモチモールブルー - ブロモフェノールブルー - ブロモホルム - プロリン - フロン - フロン回収破壊法 - フロンガス - フロン類 - フロンティア軌道 - フロンティア軌道理論 - フロンティア軌道論 - フロンティア電子理論 - 分圧 - 分液 - 分液漏斗 - 分液ロート - 分解点 - カシミール・フンク - 分光 - 分光学 - 分光法 - 分散系 - 分散媒 - 分子 - 分子間力 - 分子軌道 - 分子軌道法 - 分子結晶 - 分子構造 - 分子コロイド - 分子式 - 分子磁石 - 分子性結晶 - 分子性物質 - 分子力場 - 分子力場計算 - 分子動力学法 - 分子排斥 - 分子物理学 - 分子篩 - 分子ふるい - 分子マシン -分子模型- 分子力学 - 分子力学法 - 分子量 - 分析化学 - 分析手法 - ロベルト・ブンゼン - ブンゼンバーナー - フントの規則 - 粉末冶金 - プンメラー転位 - 分留 -

## へ
閉環反応 - 平均情報量 - 平均場 - 平均場近似 - 平均場理論 - 平衡 - 平衡状態 - 平衡定数 - 平衡反応 - 米国化学会 - 米国化学会誌 - 並進対称性 - ベイリス・ヒルマン反応 - ヤロスラフ・ヘイロフスキー - ゲオルク・ド・ヘヴェシー - レオ・ベークランド - ロジャー・ベーコン - ベータ・カロチン - ΒFe - Βカロチン - ベータカロチン - Βカロテン - ベータカロテン - Β-カロテン - Β-グルコシダーゼ - Β酸化 - Βシート - Β鉄 - ペーハー - ペーパークロマトグラフィー - ベールの法則 - へき開 - ヘキサシアノ鉄(III)酸カリウム - ヘキサデカノール - ヘキサニトロヘキサアザイソウルチタン - ヘキサミン - ヘキサメチルリン酸トリアミド - ヘキサメチレンジアミン - ヘキサメチレンテトラミン - ヘキサン - ヘキサン酸 - ヘキサン酸エチル - ヘキスト・ワッカー法 - ヘキソーゲン - ヘキソース - ペクチン - アントワーヌ・シーザー・ベクレル - アントワーヌ・セザール・ベクレル - ベゲタミンA/B - ジェルマン・アンリ・ヘス - ヘス猛度試験 - ヘスの法則 - ペダーセン - チャールズ・ペダーセン - ヘック反応 - エルンスト・オットー・ベックマン - ベックマン温度計 - ベックマン転位 - ベックマン転移 - マックス・フォン・ペッテンコーファー - ヘテロ環 - ヘテロ原子 - ヘテロ元素 - ヘテロトピック - 紅殻 - ベネジクト液 - ベネチアン・レッド - ベネチアンレッド - ベネツィアン・レッド - ベネツィアンレッド - ヘパリン - ペプシン - ヘプタン - ペプチド - ペプチドグリカン - ペプチド結合 - ペプチド固相合成法 - ペプチドホルモン - ヘプトース - ペプトン - ヘミアセタール - ヘミケタール - ヘミセルロース - ヘム - ペメトレキセド - ヘモグロビン - ヘモシアニン - ジャン・ペラン - ヘリウム - ヘリウムガス - ヘリウム原子核 - ペリ環状反応 - スネ・ベリストローム - ヘリセン - ベリリウム - ペリルアルデヒド - マックス・ペルーツ - ペルオキソ一硫酸 - ペルオキソ酸 - ペルオキシ二硫酸 - フリードリッヒ・ベルギウス - ベルクスロン - ベルセーリウス - ベルセリウス - イェンス・ベルセリウス - ゲルハルト・ヘルツベルク - マルセラン・ベルテロ - ベルナルト・カッツ - ヘルピニン - ヘルピニン-Rカプセル - ペルフルオロオクタンスルホン酸 - ベルベリン - ヘルマン・ヘルムホルツ - ヘルムホルツ - ヘルマン・フォン・ヘルムホルツ - ヘルムホルツエネルギー - ペルメトリン - ベルリンブルー - ベルンハルド・カッツ - マルグリット・ペレー - ヘロイン - ベロウソフ・ジャボチンスキー反応 - ペロスピロン - ベロナール - ペロブスカイト構造 - 変異原 - 変異原性 - 弁柄 - ベンガラ - ペンギノン - ベンクト・サムエルソン - 変形共存現象 - ベンケサー還元 - 偏光角 - ベンザイン - ベンジルアルコール - ベンジルオキシカルボニル基 - ベンジル基 - ベンジルパラベン - ベンジン - ベンズアルデヒド - ペンスリット - 変性 - ベンゼン - ベンゼン環 - ベンゼンスルホン酸 - ベンゾイル基 - ベンゾイルパーオキサイド - ベンゾイン - ベンゾイン縮合 - ベンゾール - ベンゾキノン - ベンゾピレン - ペンタエリスリット - ペンタエリスリトール - ペンタエリトリトール - ペンタン - ベンツピレン - ペントース - ペントースリン酸経路 - ペントースリン酸経路 - ペントバルビタール - 変分 - 変分原理 - 変分モンテカルロ法 - ベンベルグ - ヘンリー・パーキン - ヘンリー・ル・シャトリエ - ヘンリーの法則 -

## ほ
ポアソンの法則 - ポール・ボアボードラン - ロバート・ボイル - ボイル＝シャルルの法則 - ボイル・シャルルの法則 - ボイルの法則 - 方位量子数 - 崩壊 - 崩壊エネルギー - 方解石 - ホウ化水素 - 芳香環 - 芳香性 - 芳香族 - 芳香族化合物 - 芳香族多環化合物 - 芳香族炭化水素 - ホウ酸 - 硼酸 - 硼砂 - 放射化 - 放射化分析 - 放射壊変 - 放射性 - 放射性核種 - 放射性原子 - 放射性元素 - 放射性壊変 - 放射性同位元素 - 放射性同位体 - 放射性物質 - 放射性崩壊 - 放射能 - ボウショウ - ボウ硝 - ホウ素 - 抱水クロラール - ホウ水素化 - ホウ砂 - 硼素 - 琺瑯 - ほうろう - 飽和 - 飽和脂肪酸 - 飽和蒸気圧 - 飽和水蒸気量 - 飽和炭化水素 - ボーア・モデル - ボーアの原子模型 - ボーアの原子モデル - ボーア半径 - ボーア模型 - ボーアモデル - ボーキサイト - ホーナー・ワズワース・エモンズ反応 - ジョン・ポープル - ボーリウム - ライナス・ポーリング - ホール・エルー法 - ボールドウィン則 - ホールピペット - ボールミル - ホーロー - 補酵素 - 補酵素A - 補酵素Q - 保護基 - 保護コロイド - 保護反応 - ドロシー・ホジキン - ポジトロニウム - ホスゲン - ホスファン - ホスフィン - 保存力 - 保存力場 - ポタシウム - 蛍石 - Boc基 - カール・ボッシュ - 没食子酸 - ボツリヌストキシン - ポテンシャル - ポテンシャルエネルギー - ボトックス - 瓶 - 炎 - ボパール化学工場事故 - ホプキンソン効果 - ホフマイスター系列 - アウグスト・ヴィルヘルム・フォン・ホフマン - ロアルド・ホフマン - ホフマン則 - ホフマン脱離 - ホフマン転位 - ホフマン分解 - ホムンクルス - ホモキラリティ - ホモシステイン - ポラーニ・ミハーイ - ボラジン - ボラゾン - ボラン - マイケル・ポランニー - ポリアセタール - ポリアセチレン - ポリアミド - ポリアミド系樹脂 - ポリアミド樹脂 - ポリアミン - ポリイソブチレン - ポリイミド - ポリウレタン - ポリエステル - ポリエステル樹脂 - ポリエチ - ポリエチレン - ポリエチレン・テレフタレート - ポリエチレンオキシド - ポリエチレングリコール - ポリエチレンテレフタラート - ポリエチレンテレフタレート - ポリエチレンナフタレート - ポリエン - ポリ塩化ビニル - ポリ塩化ビフェニル - ポリ塩化ビフェニル廃棄物の適正な処理の推進に関する特別措置法 - ポリオキシエチレン硬化ひまし油 - ポリオキソメタレート - ポリカーボネイト - ポリカーボネート - ポリカーボネート樹脂 - ポリケタイド - ポリケチド - ポリ酢酸ビニル - ポリ酸 - ポリ臭化ジフェニルエーテル - ポリ臭化ビフェニル - ポリシラン - ポリスチレン - ポリスルホン - ホリゾン - ポリタンク - ポリチオン酸 - ポリトリメチレンテレフタレート - ポリ乳酸 - ポリビニルアルコール - ポリビニルピロリドン - ポリフェノール - ポリブチレンテレフタレート - ポリブチレンナフタレート - ポリフッ化ビニリデン - ポリプロ - ポリプロピレン - ポリブロモジフェニルエーテル - ポリブロモビフェニル - ポリマー - ポリマーアロイ - ポリマーブレンド - ポリメタクリル酸メチル - ポリメチレン - アレッサンドロ・ボルタ - ジャンバッティスタ・デッラ・ポルタ - ボルタ電池 - ボルツマン - ルートヴィッヒ・ボルツマン - ボルツマン定数 - ホルトンのタキソール全合成 - ホルナー・エモンス試薬 - ホルナー・エモンズ試薬 - ホルナー・エモンス反応 - ホルナー・エモンズ反応 - ホルナー・ワズワース・エモンズ反応 - ボルネオール - ボルネオショウノウ - ポルフィリン - ポルフィリン環 - ポルフィン - ホルマリン - ホルマル基 - ホルミウム - ホルミル基 - ホルムアルデヒド - ボルン・オッペンハイマー近似 - ボルンオッペンハイマー近似 - ボルン-オッペンハイマー近似 - ホルンフェルス - ホロ酵素 - アレクサンドル・ボロディン - ポロニウム - ボロン - ホワイトゴールド - ホワイトメタル - 本多光太郎 - ボンド磁石 - ボンベ -

## ま
マーキュロ - マーキュロクロム - マーキュロクロム液 - マーキュロクロム溶液 - マーチン・ハインリヒ・クラプロート - アーチャー・マーティン - マーデルングエネルギー - マーデルング定数 - マイキラー - マイクロサテライト - マイケル・ポラニー - マイケル反応 - マイケル付加 - マイコトキシン - Mycin - マイトトキシン - マイトネリウム - マイトマイシン - マイトマイシンC - マイナス極 - ヴィクトル・マイヤー - ロータル・マイヤー - マイヤーの法則 - マイロナイト - 前田四郎 - MAO - マクスウェル=ボルツマン分布 - マクスウェルの関係式 - マクスウェル分布 - マクスウェルボルツマン分布 - アルベルトゥス・マグヌス - マグネサイト - マグネシウム - マグネシウム合金 - マグネシューム - マクマリーカップリング - マクマリー反応 - マクリ - マジックマッシュルーム - 麻酔科学 - マスキー法 - マススペクトル - マスタード・ガス - マスタードガス - 松井元興 - MACCS - 松本和子 - 松本英之 - MATLAB - マトリックス分離法 - マフィンティン球 - マフィンティン半径 - マフィンティンポテンシャル - 魔法数 - 麻薬及び向精神薬取締法 - 麻薬施用者・管理者・研究者 - 麻薬取扱者 - 麻薬取締法 - マラカイトグリーン - マリオット瓶 - ロバート・マリケン - キャリー・マリス - ジャン・マリニャック - マルエージング鋼 - マルガリン酸 - マルコウニコフ則 - マルコニコフ則 - マルコフニコフ則 - マルターゼ - MALDI-TOF MS - MALDI法 - マルテンサイト - マルテンサイト変態 - マルトース - マレイン酸 - 希ガス - 希硝酸 - マロン酸 - マロン酸エステル合成 - マンガネシウム - マンガン - マンガンアルミ磁石 - マンガン乾電池 - マンニット - マンニトール - Mannitol - 

## み
三重結合 - 三重水素 - ミオグロビン - ミオシン - ミカエリス・アルブーゾフ反応 - ミカエリス・メンテン式 - ミカエリス・メンテン定数 - ミカエリス-メンテンの式 - ミキソロジー - 右田・小杉・スティルカップリング - 三島徳七 - 水 - 水ガラス - 水酸化銅(II) - ミセル - 溝呂木・ヘック反応 - ミッシュメタル - 密度行列 - 密度勾配遠心法 - 密度汎関数法 - 密度汎関数理論 - 光延旺洋 - ミノキシジル - 未発見元素の一覧 - ミューオニウム - ミュオニック原子 - ミュオンスピン回転 - ミュラー・フォン・ライヘンシュタイン - ミョウバン - ミラー指数 - ルイス・ミラモンテス - ミリスチン酸 - ミリスチン酸亜鉛 - ミリスチン酸ナトリウム - ミリストレイン酸 - ミロリーブルー - ミロリブルー - 

## む
無煙炭 - 無機化学 - 無機化合物 - 無機化合物の一覧 - 無機過酸化物 - 無機シアン - 無機触媒 - 無機生化学 - 無機物 - 無極性溶媒 - ムコ多糖 - 無酸素銅 - 無色鉱物 - 無水コハク酸 - 無水酢酸 - 無水フタル酸 - 無水プロピオン酸 - 無水マレイン酸 - 無水硫酸 - ムスカリン - ムスコン - ムチン - ムッシモール - 紫リン - 紫燐 - ムレイン - 

## め
明反応 - 命名法 - メイラード反応 - メーヤワイン・ポンドルフ・ヴァーレイ還元 - メーヤワイン・ポンドルフ・バーレイ還元 - メールワイン・ポンドルフ・バーレー還元 - メールワイン・ポンドルフ還元 - 旋光度 - 旋光 - 旋光性 - メサドン - メシチレン - メシル基 - メスカリン - メスシリンダー - メスバウアー効果 - メスピペット - メスフラスコ - メソ化合物 - メソ体 - メソトレキセート - メタ - メタアルデヒド - メタクリル酸メチル樹脂 - メタクロロ過安息香酸 - メタセシス反応 - メサドン - メタな - メタノール - メタマテリアル - メタロセン - メタロチオネイン - メタン - メタンガス - メタン生成経路 - メタンハイドレート - メタンフェタミン - メチオニン - メチルアミン - メチルアルコール - メチルイエロー - メチルイソブチルケトン - メチルエチルケトン - メチルエチルケトンパーオキサイド - メチルオレンジ - メチル基 - メチル水銀 - メチルターシャリーブチルエーテル - メチルパープル - メチルパラベン - メチルビオローゲン - メチルピロリドン - メチルフェニデート - メチルプレドニゾロン - メチルプロパン - メチルプロペン - メチルメルカプタン - メチルレッド - メチレン - メチレン青 - メチレン基 - メチレンブルー - めっき - 鍍金 - メッキ - メディピース - メトカチノン - メトトレキサート - メトトレキサート・ロイコボリン救援療法 - MEDLINE - メノウ - メバロン酸 - メバロン酸経路 - メラトニン - メラニン - メラニン色素 - ロバート・メリフィールド - メルカプタン - メルカプト基 - メルブロミン液 - 免疫グロブリン - 面欠陥 - 面心立方 - 面心立方格子 - 面心立方格子構造 - 面心立方構造 - メンソール - メンデレーエフ - ドミトリ・メンデレーエフ - メンデレビウム - メントール - メンブランフィルター -

## も
アンリ・モアッサン - 毛細管 - 毛細管現象 - 燃える氷 - モーヴ - モース硬度 - ヘンリー・モーズリー (物理学者) - モーズン - モーダント・レッド - モーブ - モーベイン - モキシフロキサシン - 木材化学 - 木精 - モスコビウム - モダフィニル - 餅鉄 - モッシャー法 - Mosher法 - モット絶縁体 - モット転移 - 本野英吉郎 - モネル - モノ - モノアミンオキシダーゼ - モノアミン酸化酵素 - モノゲルマン - モノフルオロ酢酸 - モノマー - モノメチルヒドラジン - モノレイヤ - 催畸性 - 森田・ベイリス・ヒルマン反応 - 森野米三 - モリブデン - モル - Mol - モル数 - モル体積 - モル当量 - モル濃度 - モルヒネ - モル分率 - モルホリン - Mol/l - モレキュラーシーブ - モレキュラーシーブス - 諸熊奎治 - モンテカルロ法 - ルードウィッヒ・モンド - モントリオール議定書 - 

## や
ヤーン・テラー効果 - ヤーン・テラー歪み - 焼入れ性 - 焼き入れ性 - 冶金学 - YAG - 薬化学 - 薬剤 - 薬剤師国家試験 - 薬剤師法 - 薬さじ - 薬匙 - 薬事法 - 薬品 - 薬物代謝 - 薬包紙 - ヤコブ・ベルセリウス - ヤコブス・ヘンリクス・ファントホッフ - 薬局方 - ヤナックの定理 - 山口ラクトン化反応 - 山田興一 - 

## ゆ
遊色効果 - UFT - UF膜 - Ullmann反応 - 融解 - 有害液体汚染防止管理者 - 融解塩電解 - 融解熱 - 有害物質を含有する家庭用品の規制に関する法律 - 誘起 - 有機硫黄化合物 - 有機塩 - 有機化学 - 有機化学反応 - 有機化合物 - 有機ガラス - 有機金属 - 有機金属化学 - 有機金属化合物 - 有機金属気相成長法 - 有機ケイ素化合物 - 誘起効果 - 有機合成 - 有機合成化学 - 有機酸 - 有機水銀 - 有機地球化学 - 有機電子論 - 有機物 - 有機分子 - 有機溶剤 - 有機溶媒 - 有機リチウム - 有限温度への拡張 - 有効原子番号則 - 融剤 - 融剤法 - 有色鉱物 - ユーストゥス・フォン・リービッヒ - 融点 - 融点測定 - 誘電体 - 誘電分極 - 誘電率 - 誘導結合プラズマ - 誘導体 - 誘導放出 - Ubh - Ubn - Ubq - Ubt - Ubb - Ubp - Ubu - UV-Vis - Uue - Uus - Uuu - ハロルド・ユーリー - 遊離基 - 遊離酸 - ユーロジン - ユウロピウム - 油脂 - ユストゥス・フォン・リービヒ - ユストゥス・リービッヒ - ユストゥス・リービヒ - ユビキノール - ユビキノン - 湯浴 - 油浴 - ジョルジュ・ユルバン - 

## よ
陽イオン - 溶液 - 溶解 - 溶解性パラメータ - 溶解性パラメーター - 溶解度 - 溶解度積 - 溶解度定数 - 溶解度パラメーター - 溶解パラメーター - ヨウ化カリウム - ヨウ化銀 - ヨウ化水素 - ヨウ化メチル - 陽極 - 溶剤 - 葉酸 - 陽子 - 溶質 - 幼若ホルモン - 洋白 - ヨウ素 - よう素価 - ヨウ素価 - ヨウ素デンプン反応 - ヨウ素ヨウ化カリウム溶液 - 沃素 - 沃素価 - ヨウ素酸 - 陽電子 - 溶媒 - 溶媒抽出法 - 溶媒和 - 容量パーセント濃度 - 葉緑素 - ヨードホルム - ヨードホルム反応 - ヨードメタン - 吉野彰 - ヨハン・オルフガング・デーベライナー - 4-アミノ酪酸 - 四アルキル鉛等作業主任者 - 四エチル鉛 - 四塩化チタン - 四元素説 - 四酸化オスミウム - 四酸化二窒素 - 4-ジメチルアミノピリジン - 四臭化炭素 - 四水素化スズ - 四フッ化キセノン - 四フッ化炭素 - 

## ら
チンターマニー・ラーオ - ラーデンブルクベンゼン - ライト・レッド - ライトレッド - ミュラー・フォン・ライヒェンシュタイン - タデウシュ・ライヒスタイン - ライマー・チーマン反応 - ライマー・ティーマン反応 - ラウールの法則 - ラウエ - マックス・フォン・ラウエ - ラヴォアジェ - ラヴォアジエ - アントワーヌ・ラヴォアジェ - アントワーヌ・ラヴォアジエ - ラヴォワジェ - ラヴォワジエ - アントワーヌ・ラヴォワジェ - アントワーヌ・ラヴォワジエ - ポール・ラウターバー - ラウリル硫酸ナトリウム - ラウリン酸 - ラウレス硫酸ナトリウム - 酪酸 - ラクタム - ラクチド - ラクチム - ラクトース - ラクトフェリン - ラクトン - アーネスト・ラザフォード - ダニエル・ラザフォード - ラザホージウム - ラジウム - ラジオアイソトープ - ラジカル (化学) - ラジカル重合 - ラジカル置換 - ラジカル置換反応 - ラジカル反応 - ラジカル付加 - ラジカル付加反応 - ラシックス - ラセミ化 - ラセミ体 - ラタモキセフ - ラヂウム - ラドン - ラネー合金 - ラネー触媒 - ラネーニッケル - ラネーニッケル触媒 - ラノステロール - ラピスラズリ - ラボアジェ - ラボアジエ - アントワーヌ・ラボアジエ - ラボナール - ラボワジェ - ラボワジエ - チャンドラセカール・ラマン - ラマン効果 - ラマン散乱 - ラミブジン - ラムスデン現象 - ウィリアム・ラムゼー - ランキンサイクル - アーヴィング・ラングミュア - ラングミュアの等温吸着式 - 乱雑位相近似 - ランジュバン方程式 - ランダウアーの原理 - ランタノイド - ランタノイド収縮 - ランタン - ランナーズハイ - ランバート・ベールの法則 - 卵白質 - ランベルトの法則 - ランベルト-ベールの法則 - 卵胞刺激ホルモン -

## り
REACCS - リアップ - リアルタイムPCR - RHEED - リートベルト法 - リービッヒ - ユストゥス・フォン・リービッヒ - リービッヒ冷却器 - リービッヒ冷却管 - リービヒ - リウマトレックス - 李遠哲 - 理科年表 - リグニン - リコピン - リコペン - リコリン - リジッドバンドモデル - リシン - リジン - リシン (毒物) - リスパダール - リスペリドン - リゼルギン酸ジエチルアミド - 理想気体 - 理想気体の状態式 - 理想気体の状態方程式 - 理想溶液 - リゾチーム - リタリン - リチウム - リチウムイオン二次電池 - リチウムイオンポリマー二次電池 - リチウム塩 - リチウムジイソプロピルアミド - リチウム電池 - セオドア・リチャーズ - リチャード・クーン - リチャード・ジョン・ロバーツ - 律速段階 - 立体異性体 - 立体化学 - 立体配座 - 立体構造 - 立体障害 - 立体選択性 - 立体電子効果 - 立体特異性 - 立体配置 - 立方晶 - 立方晶窒化ホウ素 - 立方最密充填構造 - リドカイン - リトマス - リトマス紙 - リトマス試験紙 - リニアポリエチレン - リノール酸 - リノレン酸 - リパーゼ - ウィラード・リビー - イェレミアス・リヒター - テオドール・リヒター - リピンスキーの法則 - リピンスキールール - リファタック - リファタックL錠 - リファタックテープS - リブロース1,5-ビスリン酸カルボキシラーゼ/オキシゲナーゼ - リボース - リホーミング - リボ核酸 - リポ蛋白 - リボヌクレアーゼ - リボフラビン - リモネン - 略称・略号の一覧 (化合物名) - 硫安 - 硫加 - 硫化アリル - 硫化アンチモン - 硫化カドミウム - 硫化水銀 - 硫化水素 - 硫化スズ - 硫化第二水銀 - 硫化窒素 - 硫化鉄 - 硫化銅 - 硫化物 - 硫化リン - 硫酸 - 硫酸アトロピン - 硫酸アルミニウム - 硫酸アンモニウム - 硫酸イオン - 硫酸エーテル - 硫酸塩 - 硫酸カリ - 硫酸カリウム - 硫酸ジメチル - 硫酸水素ニトロシル - 硫酸鉄 - 硫酸銅 - 硫酸銅(II) - 硫酸ナトリウム - 硫酸ニコチン - 硫酸ニッケル - 硫酸バリウム - 硫酸ビンデシン - 硫酸ビンブラスチン - 硫酸マグネシウム - 流動接触分解 - リュードベリ定数 - 竜脳 - 硫砒鉄鉱 - 硫ヒ鉄鉱 - 量子化学 - 量子化学的手法 - 量子モンテカルロ法 - 量子論 - 両性酸化物 - 菱鉄鉱 - 良溶媒 - 緑色3号 - 緑閃石 - 緑柱石 - リレンザ - 理論化学 - 理論段 - 理論段数 - リン - 燐 - 燐灰石 - 臨界点 - 臨界ミセル濃度 - リン化カルシウム - リン化水素 - 燐光 - リン鉱石 - リンゴ酸 - リン酸 - 燐酸 - りん酸 - リン酸塩 - 燐酸塩 - リン酸オセルタミビル - リン酸化酵素 - リン酸緩衝生理食塩水 - リン酸三ナトリウム - リン酸トリクロリド - リン脂質 - リンドラー触媒 - りん光 -

## る
ル・シャトリエ - ル・シャトリエ＝ブラウンの原理 - ル・シャトリエの原理 - ルイ＝ニコラ・ボークラン - ルイ・ジャック・テナール - ルイ・ド＝ブロイ - 類似麻薬 - ギルバート・ルイス - ルイス塩基 - ルートヴィヒ・ボルツマン - レオポルト・ルジチカ - レオポルト・ルジツカ - ルシフェラーゼ - ルシフェリン - ルシフェレース - アンリ・ルシャトリエ - アンリ・ル・シャトリエ - アンリ・ルイ・ル・シャトリエ - ルシャトリエ＝ブラウンの原理 - ルシャトリエ・ブラウンの原理 - ルシャトリエの原理 - ルチル - ルチン - るつぼ - 坩堝 - ルテイン - ルテチウム - ルテニウム - ルトサイド - アンリ・ヴィクトル・ルニョー - ルビジウム - Rubisco - RuBisCO - ルビスコ - RubisCO - ルミネセンス - ルミネッセンス - ルミノール - ルミノール反応 - LUMO -

## れ
レアアース - レアメタル - 励起 - 励起状態 - 0℃ - レイノルズ数 - 冷媒 - レイリー散乱 - プリーモ・レーヴィ - レーヨン - ジャン＝マリー・レーン - レオロジー - 瀝青炭 - レクチン - レシチン - レスタス - レスメトリン - レゾルシノール - レゾルシン - レチナール - レチノール - レドックス - レドックス電位 - レナカット - レニウム - レニン - レプチン - レフラー・ハモンドの仮説 - レボフロキサシン - 錬金 - 錬金術 - 錬金術師 - 錬丹術 - レンチナン - 錬鉄 - レントゲニウム - 煉丹術 - レンネット - 

## ろ
ロイコトリエン - ロイシン - 蝋 - 蠟 - ろう石 - 漏斗 - ろうと - ローズベンガル - ローゼムント還元 - ローゼンムント還元 - ローソン試薬 - ロータリーエバポレーター - ロータリーポンプ - ロープストン - シャーウッド・ローランド - フランク・シャーウッド・ローランド - マーチン・ローリー - ローレンシウム - ローレンス・ブラック - ろ過 - 濾過 - ろ過ビン - ろ紙 - 六価クロム - 六員複素環式化合物 - 緑青 - 六炭糖 - 6-ナイロン - LogP - 六フッ化硫黄 - 六フッ化ウラニウム - 六フッ化ウラン - 六フッ化キセノン - 六フッ化テルル - 六フッ化リン酸リチウム - 6,6-ナイロン - ロゲイン - 濾紙 - ロジウム - ヨハン・ロシュミット - ロタキサン - 6価クロム - マーティン・ロッドベル - 六方晶構造 - 六方最密構造 - 六方最密充填 - 六方最密充填構造 - ロドプシン - リチャード・ロバーツ - ロヒプノール - ロバート・ロビンソン - ロビンソン・アヌレーション - ロビンソン・アネレーション - ロビンソン環化 - ロビンソン環化反応 - ロビンソン環形成反応 - ロラゼパム - ロラタジン - ロラメット - ロルメタゼパム - フリッツ・ロンドン - 

## わ
ワーグナー・メーヤワイン転位 - ワーファリン - ワーリン - ワイパックス - ワインレブアミド - 和鋼 - 綿火薬 - 渡辺順次 - ワッカー酸化 - ワッカー反応 - ワッカー法 - ワックス - ジェームズ・ワトソン - ワルデン反転 - ワルファリン - ワルファリンカリウム - ワルファリンK -